# Straßenbahn Schöneiche bei Berlin
Die Straßenbahn Schöneiche bei Berlin ist eine Überlandstraßenbahn in und östlich von Berlin. Ihre einzige Strecke ist 14,1 Kilometer lang und hat im Verkehrsverbund Berlin-Brandenburg (VBB) die Liniennummer 88 erhalten. Sie führt vom S-Bahnhof Berlin-Friedrichshagen über Schöneiche bei Berlin nach Rüdersdorf bei Berlin. Betreiber ist seit dem 1. Januar 1991 die Schöneicher-Rüdersdorfer Straßenbahn GmbH, abgekürzt SRS, die dem VBB angehört. Seit Januar 2020 betreibt diese auch die benachbarte Straßenbahn Woltersdorf. Die Schöneicher Straßenbahn ist die einzige verbliebene meterspurige Straßenbahn im Berliner Raum.

## Geschichte

### 1910 bis 1945

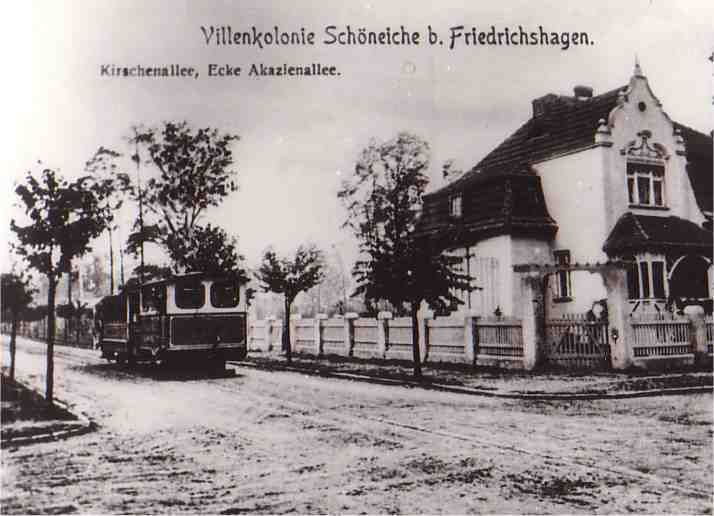
Benzollokomotive 1 „Benzoline“ (Deutz 1910) mit Beiwagen, 1911

Im Frühjahr 1910 wurde mit den Bauarbeiten zur Schöneicher Straßenbahn begonnen. Die Strecke von Friedrichshagen nach Schöneiche war eingleisig, 5,6 Kilometer lang und wurde in Meterspur (Spurweite 1000 Millimeter) ausgeführt. Zur Inbetriebnahme am 28. August 1910 standen eine Benzollokomotive und ein zweiachsiger Beiwagen zur Verfügung, mit denen die Strecke im Stundentakt bedient wurde. Für die Verdichtung auf einen 30-Minuten-Takt wurden noch im ersten Jahr eine weitere Benzollokomotive und vier gebrauchte, von der Großen Leipziger Straßenbahn erworbene zweiachsige ehemalige Pferdebahnwagen beschafft.
Am 5. November 1912 wurde die Strecke um 7,7 Kilometer bis nach Kalkberge (ab 1934 Ortsteil von Rüdersdorf) verlängert. Die zunächst selbstständige Straßenbahn Kalkberge schaffte drei weitere Lokomotiven an, zwischen Friedrichshagen und Schöneiche wurde ein Gemeinschaftsbetrieb durchgeführt. Da die kleinen Benzolloks Schwierigkeiten mit den Steigungen in Kalkberge hatten, wurde die Gesamtstrecke elektrifiziert und am 30. Mai 1914 der elektrische Betrieb aufgenommen. Fünf vierachsige Triebwagen (Lindner/AEG) mit je zwei Elektromotoren à 40,4 kW Stundenleistung, mit jeweils 30 Sitz- und 17 Stehplätzen, standen zunächst zur Verfügung, dazu zwei vier- und zwei zweiachsige Beiwagen. Die Bahn erhielt von Anfang an, als eine der ersten, eine Kettenfahrleitung (auf 86 % der Strecke), die Fahrleitungsmasten konnten in Abständen von 90 Metern aufgestellt werden.
Der Erste Weltkrieg unterbrach die weitere Entwicklung der Bahn, nach dem Krieg musste die Straßenbahnverband Schöneiche–Kalkberge GmbH sogar einen Kredit aufnehmen. Sie erhielt ihn von der Berliner Knorr-Bremse AG mit der Auflage, die Fahrzeuge mit Knorr-Druckluftbremsanlagen auszustatten. Daher war die Schöneicher Bahn eine der ersten Straßenbahnen Deutschlands, deren Wagen Druckluftbremsen aufwiesen. Vor diesem historischen Hintergrund testete sie noch bis in die 1980er Jahre Kompressoren für das Berliner Bremsenwerk.
Die wachsenden Einwohnerzahlen und der zunehmende Ausflugsverkehr bewogen das Unternehmen, zwischen 1926 und 1928 den Streckenabschnitt von Friedrichshagen bis Schöneiche zweigleisig auszubauen. Bald darauf folgte der Abschnitt zwischen den Haltestellen Schillerstraße und Grätzwalde, Berghof-Weiche wurde zur Kreuzungsstelle. Damit war die Voraussetzung für einen 20-Minuten-Takt geschaffen, um passende Anschlüsse an die Berliner Straßen- und S-Bahn herzustellen. Das Projekt einer neuen Straßenbahnstrecke von Erkner über Woltersdorf und Rüdersdorf nach Strausberg machte der Zweite Weltkrieg zunichte.

### 1945 bis 1990
Der Krieg hinterließ zerstörte Fahrzeuge, Oberbau- und Fahrleitungsschäden sowie verbrannte Betriebsunterlagen. Ab dem 19. August 1945 fuhren stündlich wieder Züge zwischen Friedrichshagen und Schöneiche. Am 30. August wurden die Haltestelle Grätzwalde und am 4. Oktober das Depot Rüdersdorf wieder angefahren, am 23. Dezember die Endstelle erreicht und ein zunächst halbstündlicher Verkehr eingeführt. Bald darauf gab es wieder den gewohnten 20-Minuten-Takt. Die veränderten politischen Verhältnisse führten zur Auflösung der GmbH. Bereits 1945 wurde sie in einen Volkseigenen Betrieb umgewandelt und trug ab 1950 die Bezeichnung VEB Verkehrsbetrieb Schöneiche–Rüdersdorf.
Anfang der 1950er Jahre wurden die Gleise in der Friedrichshagener Straße aus dem Straßenraum herausgenommen und auf einen eigenen Bahnkörper verlegt. Die bisherige Haltestelle Knie wurde durch den Halt an der Waldstraße ersetzt. 1959 begannen die Arbeiten im Hinblick auf einen Ersatz der Kuppelendstelle Friedrichshagen, ein Jahr später wurde die Endschleife gebaut. In dieser Zeit wurden die ersten Betonschwellen eingebaut und es entstanden Bahnsteigkanten und moderne Wartehäuschen. Die Wagen erhielten selbsttätige Scharfenbergkupplungen. In den 1960er Jahren wurden in Eigenregie fünf vierachsige Trieb- und drei Beiwagen unter Verwendung von Altteilen neu gebaut, so der Triebwagen 52 (Baujahr 1914; bis 1966 Tw 2, Neubau 1960, 1975 Umbau zum Einrichtungswagen). Diese Maßnahme war mitbestimmend für den Erhalt der Bahn entgegen dem damaligen Trend. 1956 wurden teilweise und 1966 umfassend neue Wagennummern vergeben.
Im Januar 1970 wurde der bis dahin eigenständige Betrieb dem VEB Kraftverkehr Fürstenwalde und somit in der Folge dem Kraftverkehrskombinat Frankfurt (Oder) unterstellt. Der Eigenbau von Straßenbahnfahrzeugen musste eingestellt werden, Tatra-Neufahrzeuge waren jedoch nur für die Frankfurter Straßenbahn vorgesehen. Zwar konnte der Betrieb vom Reichsbahnausbesserungswerk Berlin-Schöneweide Rekowagen beziehen, die zweiachsigen Fahrzeuge mit einem Achsstand von 3200 Millimetern, nicht radial einstellbaren Radsätzen und nur einstufiger Federung wiesen aber ungünstige Laufeigenschaften auf. Sie verursachten erhebliche Gleisschäden, die einen erhöhten Instandhaltungsaufwand zur Folge hatten. Zudem handelte es sich bei Trieb- (TZ 70/1) und Beiwagen (BZ 70/1) um Zweirichtungsfahrzeuge, was angesichts der vorhandenen Wendeschleifen nicht mehr nötig gewesen wäre. In späteren Jahren kamen gebrauchte Gotha- bzw. ČKD-Einrichtungswagen aus Halle und Görlitz sowie TE 70/1 aus Frankfurt (Oder) hinzu.

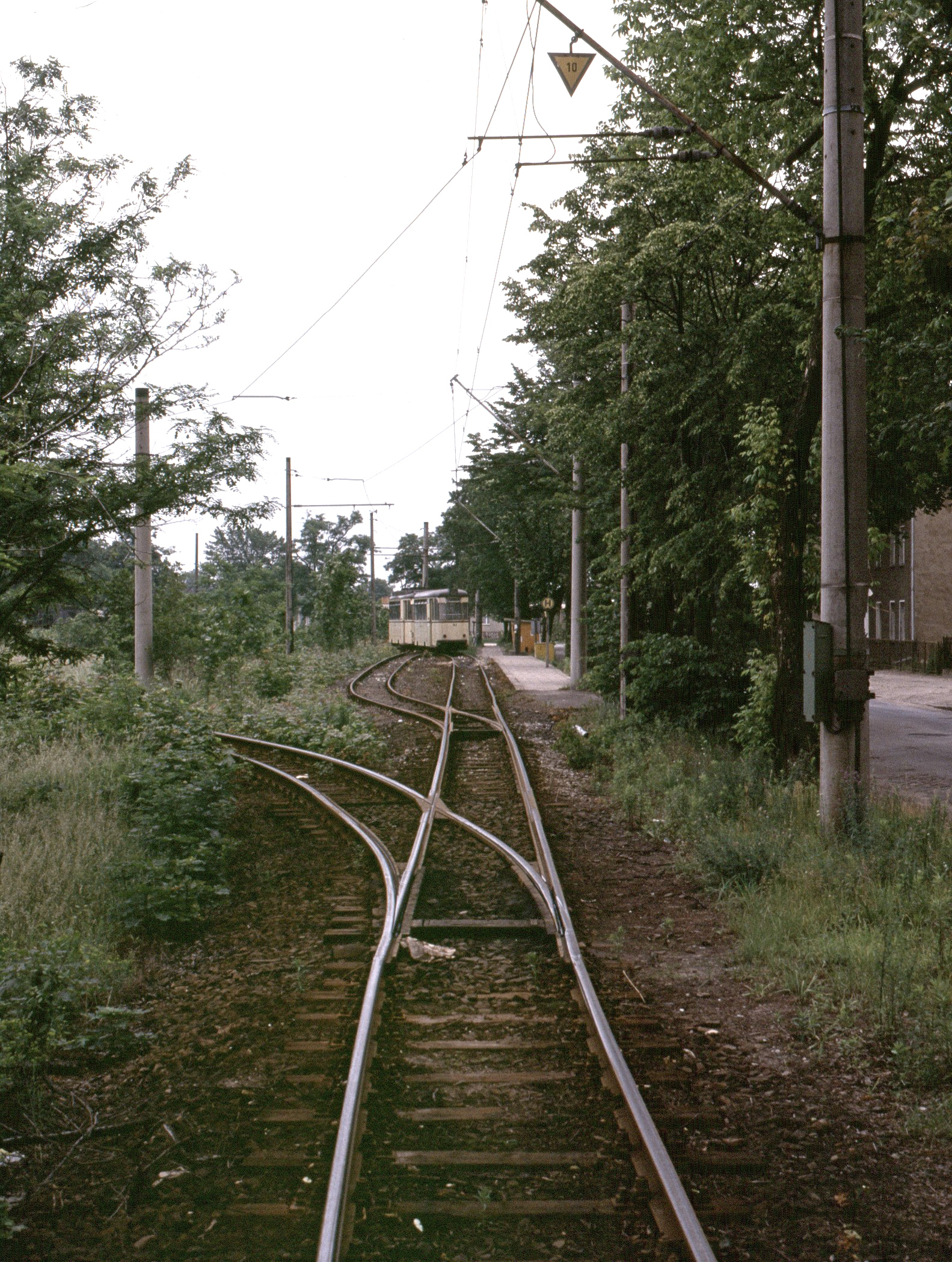
Endhaltestelle und Schleife Alt-Rüdersdorf (1990)
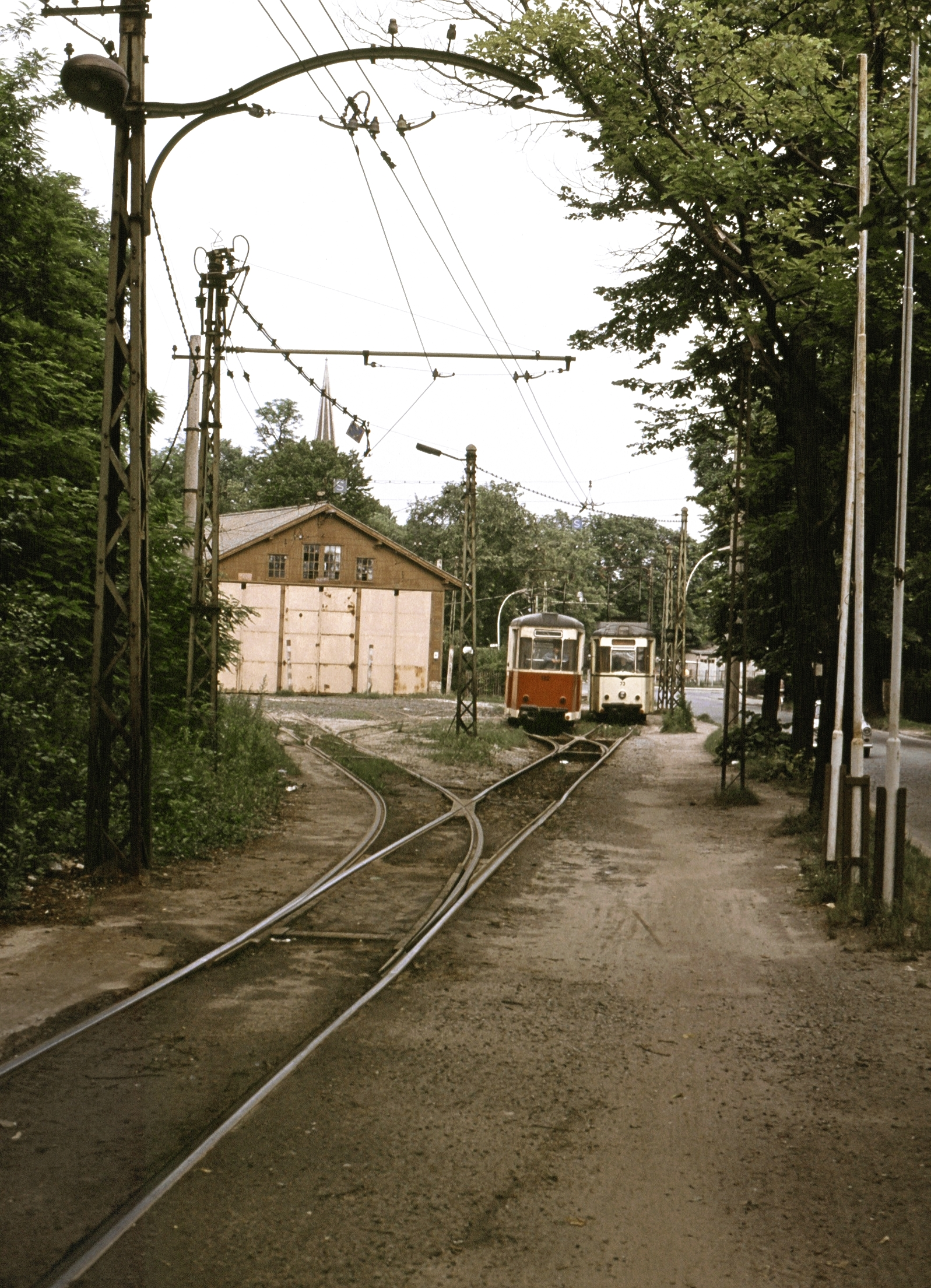
Zugkreuzung am Depot Rüdersdorf (1990)
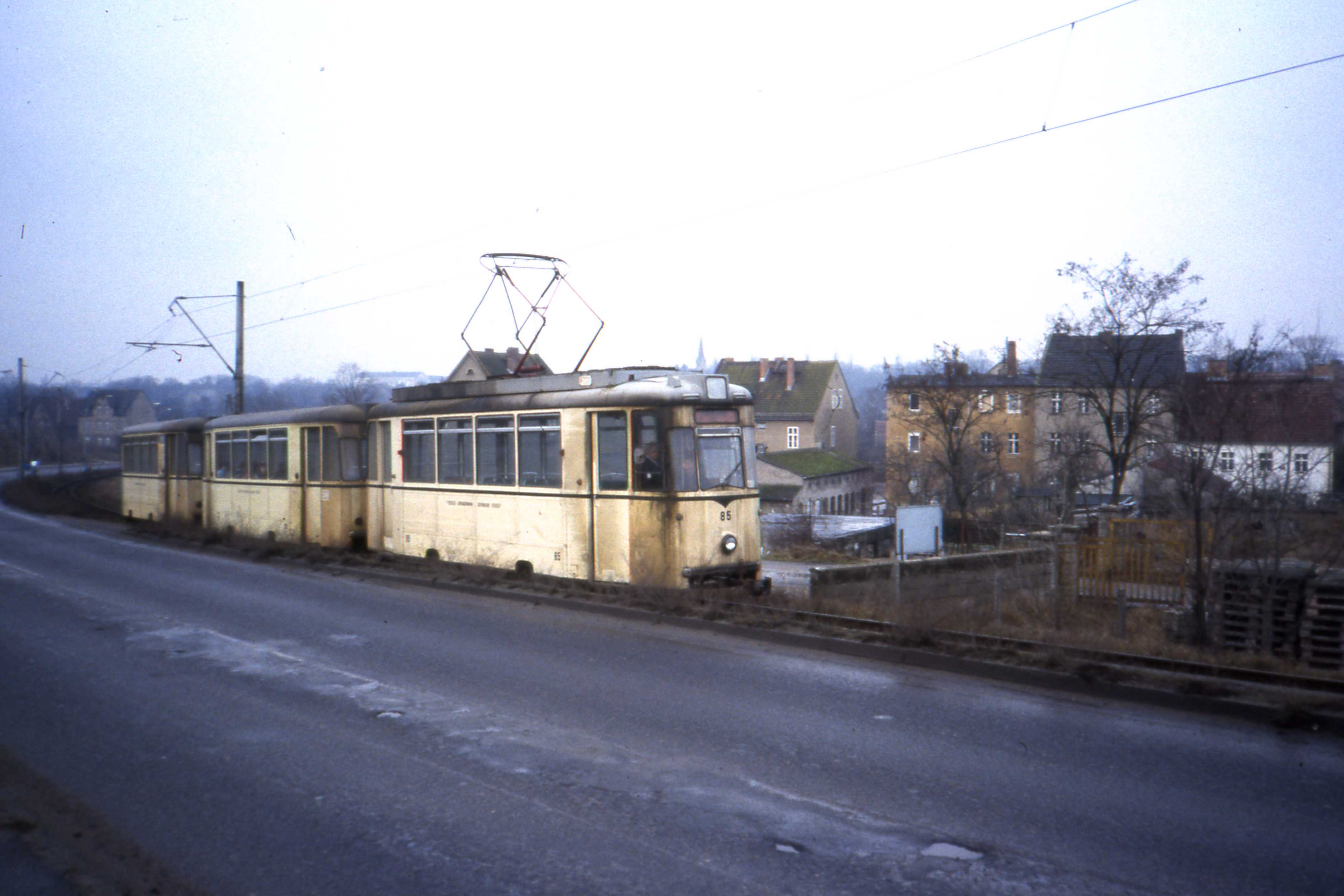
Steigung vom Kalkgraben zum Endpunkt Alt-Rüdersdorf (1990)
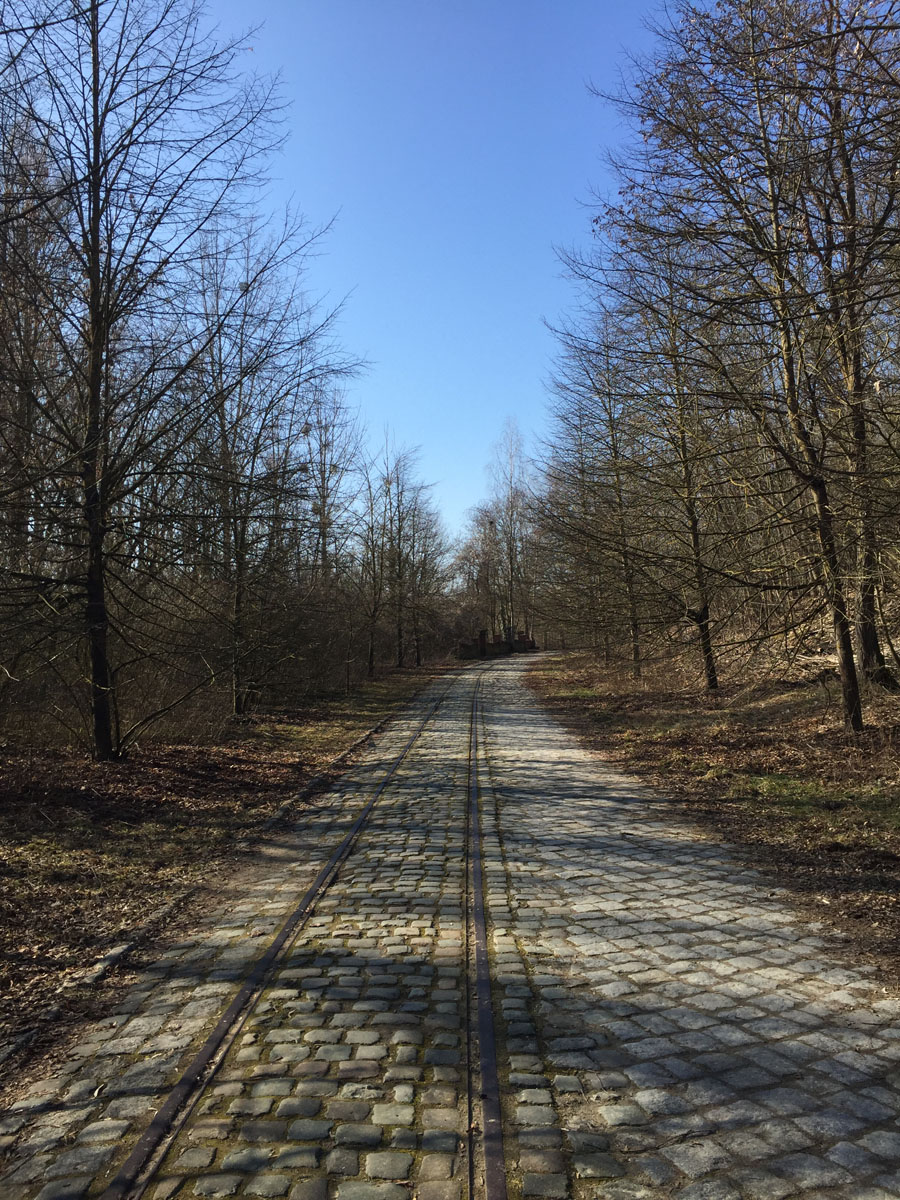
Stillgelegter Streckenabschnitt zwischen Rüdersdorf, Post und Rüdersdorf, Karl-Marx-Platz
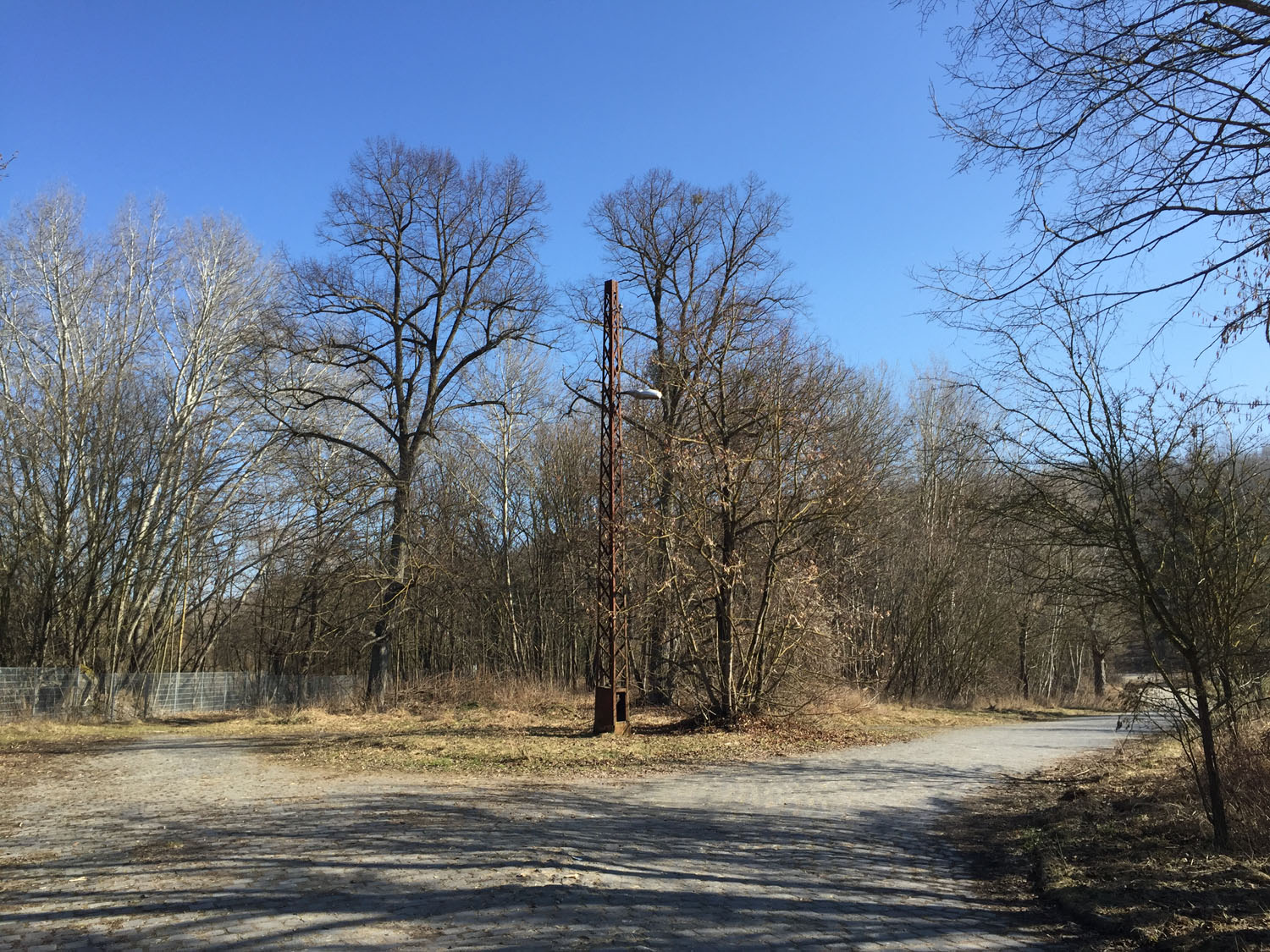
1977 stillgelegter Streckenabschnitt, hier mit ehem. Endhaltestelle Karl-Marx-Platz

Da der Ortsteil Kalkberge in den 1970er Jahren einer geplanten Erweiterung des Kalktagebaus im Wege war, wurde das östliche Streckenende verlegt und die Strecke verlängert. Am 15. Oktober 1977 wurde der Betrieb zwischen Post und Karl-Marx-Platz eingestellt, am 5. November desselben Jahres konnte der neue Endabschnitt nach Alt-Rüdersdorf eröffnet werden. Die Gesamtlänge der Strecke betrug nun 14,5 Kilometer. Der VEB Kraftverkehr hatte sich zunächst dagegen ausgesprochen, die neue Straßenbrücke über den Kalkgraben für die Straßenbahn nutzbar zu machen. Letztlich gab die Finanzierung durch das Zementwerk Rüdersdorf den Ausschlag für den realisierten Bau. Die Bahn überquert den Wasserlauf auf einem eigenen Brückenüberbau neben dem Straßenraum.
Beim Bau der Endschleife Alt-Rüdersdorf wurde Gelände für ein neues Depot und den Weiterbau nach Woltersdorf und Herzfelde freigehalten. Gleichzeitig wurde ein einen Kilometer langer zweigleisiger Abschnitt zwischen den Stationen Grätzwalde und Jägerstraße eingerichtet, sodass trotz verlängerter Gesamtstrecke ein 20-Minuten-Takt mit nur fünf Zügen durchgeführt werden konnte.
Von 1979 bis 1983 wurde gemeinsam mit Leipziger Straßenbahnern, großen Widerständen seitens des Kombinats zum Trotz, eine moderne Sicherungsanlage für die eingleisigen Streckenabschnitte entwickelt und realisiert. Personalmangel – unter anderem wurden Straßenbahnfahrer zur BVB nach Berlin abgezogen – führte 1988 zu einer zeitweisen Ausdünnung des Angebots mit einem 40-Minuten-Takt. Erst ab Februar 1990 konnte die Bahn wieder durchgängig im 20-Minuten-Rhythmus verkehren.

### Seit 1990
Seit den 1990er Jahren werden der Oberbau, die Fahrleitung, der Wagenbestand und der Betriebshof modernisiert. Von 1999 bis 2011 wurden insgesamt vierzehn sechsachsige Gelenktriebwagen von der Straßenbahn Heidelberg übernommen. Insgesamt zehn dieser Wagen wurden nach und nach für den Einsatz in Schöneiche umgebaut, es waren allerdings nie alle gleichzeitig im Einsatzbestand. Zwei Fahrzeuge hiervon sind nach schweren Unfällen ausgemustert worden, andere schieden nach Ablauf der Untersuchungsfristen aus.
Die Schöneicher-Rüdersdorfer Straßenbahn GmbH gehört seit 2001 zu 70 Prozent der Niederbarnimer Eisenbahn AG, einer Beteiligungsgesellschaft der Captrain Deutschland. Jeweils 15 Prozent gehören den beiden Gemeinden Schöneiche und Rüdersdorf. Der bestehende Verkehrsvertrag gilt bis Ende 2024.
2008 nutzte der Hersteller Stadler Rail die Strecke der SRS wiederholt zu Probefahrten für neue Variobahn-Triebwagen, bevor diese an die BOGESTRA ausgeliefert wurden, da sich in Schöneiche die einzige Meterspur-Straßenbahn im Umkreis des Berliner Werks befindet und dieses über keine entsprechende eigene Teststrecke verfügt. Im Jahr 2010 wurde die Übernahme von drei KTNF6 aus Cottbus bekanntgegeben, wodurch erstmals auf der Strecke Fahrzeuge mit Niederfluranteil eingesetzt wurden. Mit der Übernahme des ersten der beiden Transtech-Artic-Prototypen aus Helsinki wurde ab Herbst 2018 der Anteil der Niederflurfahrzeuge weiter erhöht. Der ehemalige Helsinkier Triebwagen 402 wurde in Schöneiche unter der Nummer 52 in den Fuhrpark eingereiht. Ein weiteres, diesmal fabrikneues Fahrzeug des Typs Transtech Artic wurde 2020 geliefert und erhielt die Betriebsnummer 53. Weiterhin erfolgte bereits im Jahr 2014 die Übernahme des ehemaligen Cottbuser KTNF6 Nr. 172, welcher von dort 2009 nach Szeged verkauft wurde. Ein Umbau auf Regelspur scheiterte in Szeged. Das Fahrzeug wurde Fahrwerk- und Wagenkastenseitig bei der Heiterblick GmbH in Leipzig komplett untersucht, die Endmontage erfolgt direkt in der Werkstatt der SRS. Nach Ankunft und Inbetriebnahme des Helsinkier TW 401 wird der Fuhrpark in Schöneiche aus vier Wagen mit Niederflurmittelteil, drei durchgängig niederflurigen Fahrzeugen und einigen GT6ZR bestehen.
Die Wagen der Schöneicher-Rüdersdorfer Straßenbahn GmbH befahren die Strecke heutzutage werktags im 20-Minuten-Takt und ab 21 Uhr im 30-Minuten-Takt. Am Wochenende wird im 30-Minuten-Takt und abends im 60-Minuten-Takt gefahren.

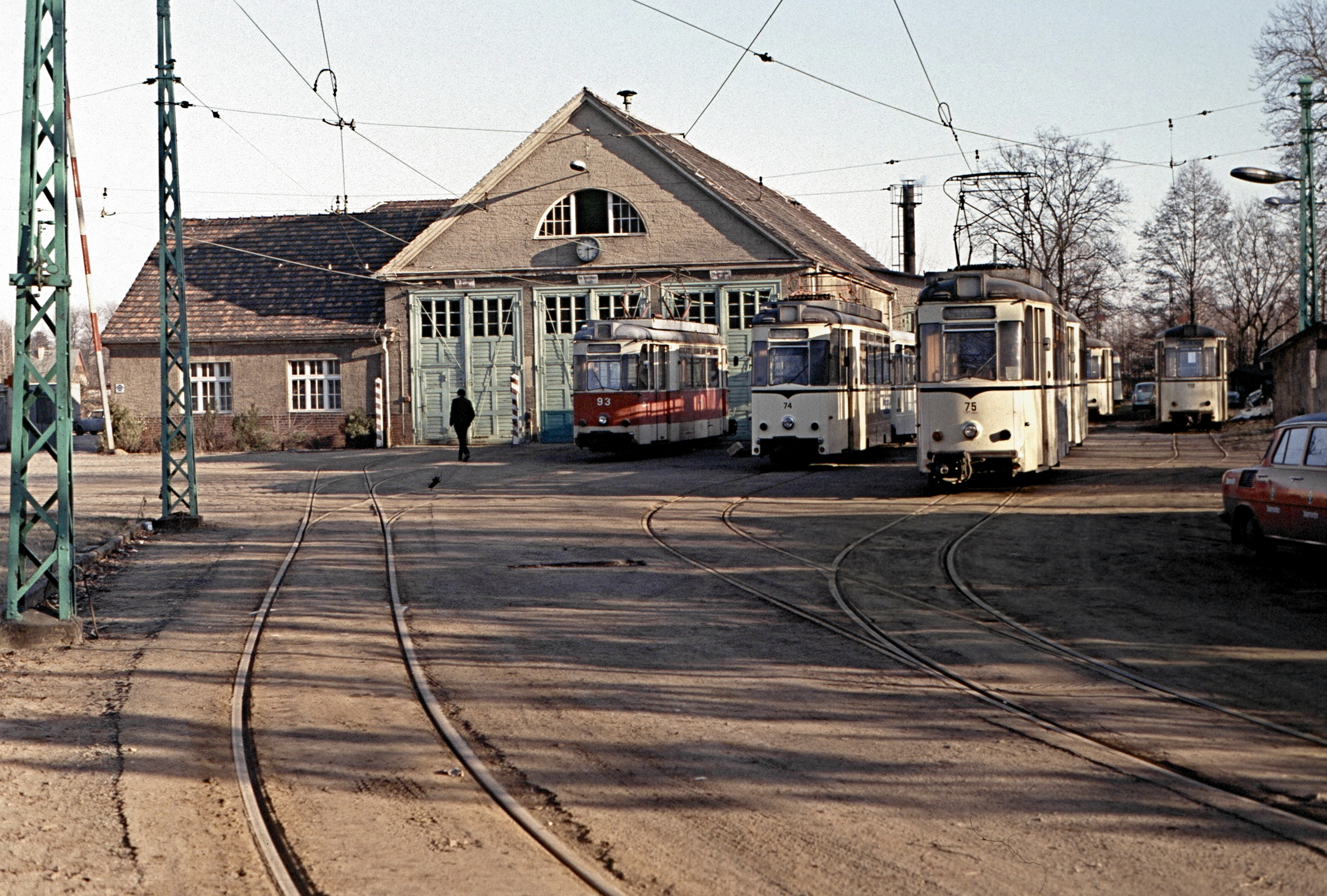
Betriebshof Schöneiche (1991)
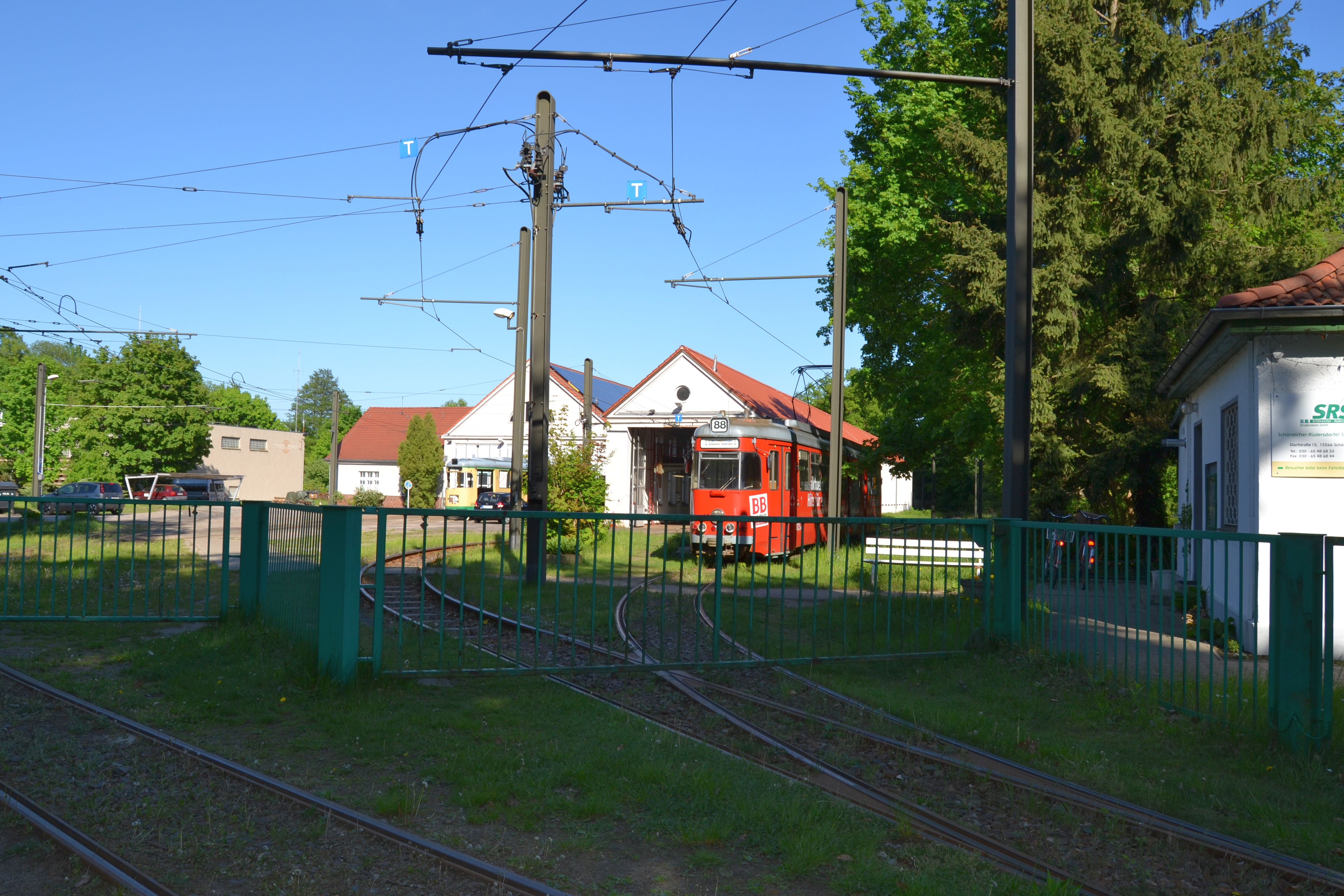
Betriebshof Schöneiche (2013)
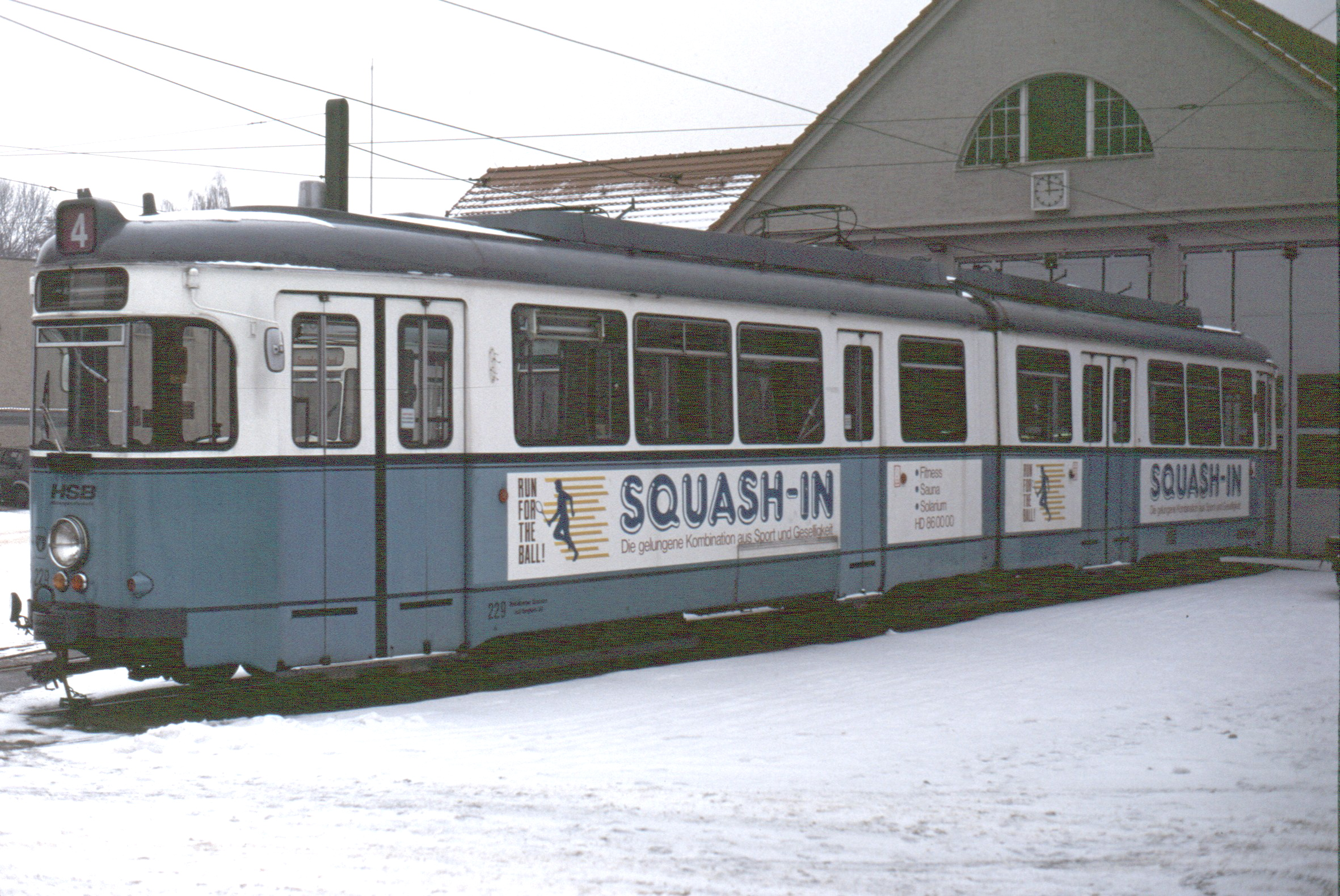
Duewag GT6Z in den Heidelberger Farben (2004)
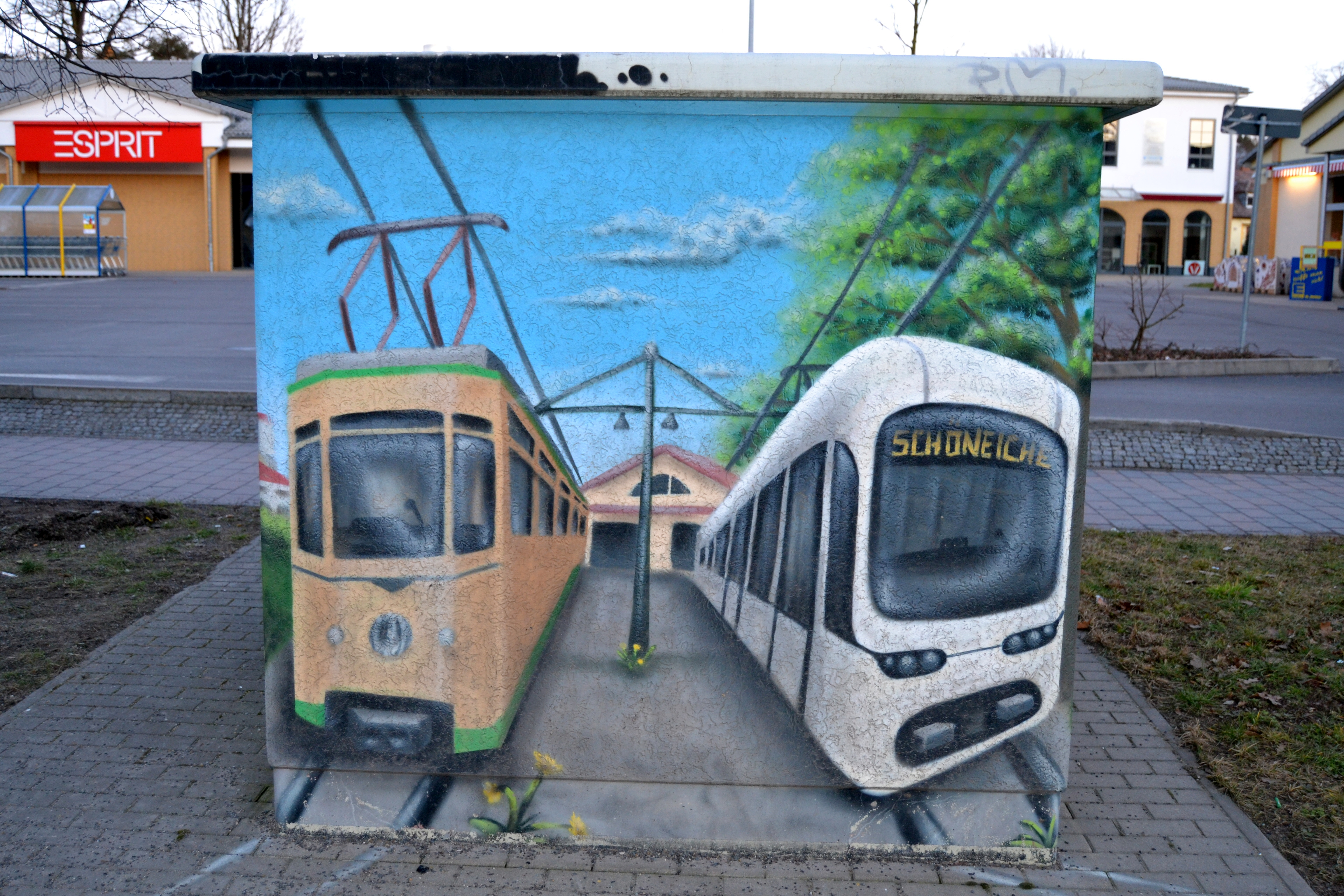
Graffito mit Variobahn-Wagen in Schöneiche

## Strecke
| \| \| 0,0 \| Berlin, S-Bahnhof Friedrichshagen \| Berlin, S-Bahnhof Friedrichshagen \| \| \| 0,6 \| Berlin, Brösener Straße \| Berlin, Brösener Straße \| \| \| \| Länder Berlin / Brandenburg \| \| \| \| 4,0 \| Schöneiche, Waldstraße \| Schöneiche, Waldstraße \| \| \| 4,6 \| Schöneiche, Goethepark \| Schöneiche, Goethepark \| \| \| \| Schöneiche, Rahnsdorfer Straße \| \| \| \| \| Jägergraben \| \| \| \| \| Depot Schöneiche \| \| \| \| 5,6 \| Schöneiche, Dorfstraße \| Schöneiche, Dorfstraße \| \| \| \| Fredersdorfer Mühlenfließ \| \| \| \| 6,0 \| Schöneiche, Dorfaue \| Schöneiche, Dorfaue \| \| \| 6,7 \| Schöneiche, Schillerstraße \| Schöneiche, Schillerstraße \| \| \| 7,1 \| Schöneiche, Grätzwalde \| Schöneiche, Grätzwalde \| \| \| 8,3 \| Schöneiche, Jägerstraße \| Schöneiche, Jägerstraße \| \| \| 8,8 \| Schöneiche, Kalkberger Straße \| Schöneiche, Kalkberger Straße \| \| \| \| Landkreise Oder-Spree / Märkisch-Oderland \| \| \| \| 9,8 \| Rüdersdorf, Berghof-Weiche \| Rüdersdorf, Berghof-Weiche \| \| \| 10,5 \| Rüdersdorf, Berghof \| Rüdersdorf, Berghof \| \| \| \| A 10 \| \| \| \| 11,2 \| Rüdersdorf, Torellplatz \| Rüdersdorf, Torellplatz \| \| \| \| Strausberger Mühlenfließ \| \| \| \| 11,7 \| Rüdersdorf, Heinitzstraße \| Rüdersdorf, Heinitzstraße \| \| \| \| Depot Rüdersdorf \| \| \| \| 12,0 \| Rüdersdorf, Marktplatz \| Rüdersdorf, Marktplatz \| \| \| \| Rüdersdorf, Post \| \| \| \| \| Streckenverlegung 1977 \| \| \| \| \| Rüdersdorf, Schulstraße \| \| \| \| \| Rüdersdorf, Karl-Marx-Platz \| \| \| \| 12,4 \| Rüdersdorf, Rathaus \| Rüdersdorf, Rathaus \| \| \| \| Kalkgraben \| \| \| \| 12,9 \| Rüdersdorf, Breitscheidstraße \| Rüdersdorf, Breitscheidstraße \| \| \| 13,5 \| Rüdersdorf, Marienstraße \| Rüdersdorf, Marienstraße \| \| \| 13,9 \| Alt-Rüdersdorf \| Alt-Rüdersdorf \| |      |                                           |                                           |
| S-Bahnhof · U-Bahn-Kopfbahnhof Streckenanfang | 0,0  | Berlin, S-Bahnhof Friedrichshagen         | Berlin, S-Bahnhof Friedrichshagen         |
| Strecke nach rechts · U-Bahn-Haltepunkt / Haltestelle | 0,6  | Berlin, Brösener Straße                   | Berlin, Brösener Straße                   |
| U-Bahn-Grenze |      | Länder Berlin / Brandenburg               | Länder Berlin / Brandenburg               |
| U-Bahn-Haltepunkt / Haltestelle | 4,0  | Schöneiche, Waldstraße                    | Schöneiche, Waldstraße                    |
| U-Bahn-Haltepunkt / Haltestelle | 4,6  | Schöneiche, Goethepark                    | Schöneiche, Goethepark                    |
| U-Bahn-Haltepunkt / Haltestelle |      | Schöneiche, Rahnsdorfer Straße            | Schöneiche, Rahnsdorfer Straße            |
| U-Bahn-Brücke über Wasserlauf |      | Jägergraben                               | Jägergraben                               |
| U-Bahn-Betriebs-/Güterbahnhof Streckenanfang und quer · U-Bahn-Abzweig geradeaus, nach rechts und von rechts |      | Depot Schöneiche                          | Depot Schöneiche                          |
| U-Bahn-Haltepunkt / Haltestelle | 5,6  | Schöneiche, Dorfstraße                    | Schöneiche, Dorfstraße                    |
| U-Bahn-Brücke über Wasserlauf |      | Fredersdorfer Mühlenfließ                 | Fredersdorfer Mühlenfließ                 |
| U-Bahn-Haltepunkt / Haltestelle | 6,0  | Schöneiche, Dorfaue                       | Schöneiche, Dorfaue                       |
| U-Bahn-Haltepunkt / Haltestelle | 6,7  | Schöneiche, Schillerstraße                | Schöneiche, Schillerstraße                |
| U-Bahn-Haltepunkt / Haltestelle | 7,1  | Schöneiche, Grätzwalde                    | Schöneiche, Grätzwalde                    |
| U-Bahn-Haltepunkt / Haltestelle | 8,3  | Schöneiche, Jägerstraße                   | Schöneiche, Jägerstraße                   |
| U-Bahn-Haltepunkt / Haltestelle | 8,8  | Schöneiche, Kalkberger Straße             | Schöneiche, Kalkberger Straße             |
| U-Bahn-Grenze |      | Landkreise Oder-Spree / Märkisch-Oderland | Landkreise Oder-Spree / Märkisch-Oderland |
| U-Bahn-Haltepunkt / Haltestelle | 9,8  | Rüdersdorf, Berghof-Weiche                | Rüdersdorf, Berghof-Weiche                |
| U-Bahn-Haltepunkt / Haltestelle | 10,5 | Rüdersdorf, Berghof                       | Rüdersdorf, Berghof                       |
| U-Bahn-Strecke mit Straßenbrücke |      | A 10                                      | A 10                                      |
| U-Bahn-Haltepunkt / Haltestelle | 11,2 | Rüdersdorf, Torellplatz                   | Rüdersdorf, Torellplatz                   |
| U-Bahn-Brücke über Wasserlauf |      | Strausberger Mühlenfließ                  | Strausberger Mühlenfließ                  |
| U-Bahn-Haltepunkt / Haltestelle | 11,7 | Rüdersdorf, Heinitzstraße                 | Rüdersdorf, Heinitzstraße                 |
| U-Bahn-Abzweig geradeaus und ehemals nach links · U-Bahn-Betriebs-/Güterbahnhof Streckenende und quer (Strecke außer Betrieb) |      | Depot Rüdersdorf                          | Depot Rüdersdorf                          |
| U-Bahn-Haltepunkt / Haltestelle | 12,0 | Rüdersdorf, Marktplatz                    | Rüdersdorf, Marktplatz                    |
| ehemaliger U-Bahn-Haltepunkt / Haltestelle |      | Rüdersdorf, Post                          | Rüdersdorf, Post                          |
| U-Bahn-Strecke von links · U-Bahn-Abzweig ehemals geradeaus und nach rechts |      | Streckenverlegung 1977                    | Streckenverlegung 1977                    |
| U-Bahn-Strecke · U-Bahn-Haltepunkt / Haltestelle (Strecke außer Betrieb) |      | Rüdersdorf, Schulstraße                   | Rüdersdorf, Schulstraße                   |
| U-Bahn-Strecke · U-Bahn-Kopfbahnhof Streckenende (Strecke außer Betrieb) |      | Rüdersdorf, Karl-Marx-Platz               | Rüdersdorf, Karl-Marx-Platz               |
| U-Bahn-Haltepunkt / Haltestelle | 12,4 | Rüdersdorf, Rathaus                       | Rüdersdorf, Rathaus                       |
| U-Bahn-Brücke über Wasserlauf |      | Kalkgraben                                | Kalkgraben                                |
| U-Bahn-Haltepunkt / Haltestelle | 12,9 | Rüdersdorf, Breitscheidstraße             | Rüdersdorf, Breitscheidstraße             |
| U-Bahn-Haltepunkt / Haltestelle | 13,5 | Rüdersdorf, Marienstraße                  | Rüdersdorf, Marienstraße                  |
| U-Bahn-Kopfbahnhof Streckenende | 13,9 | Alt-Rüdersdorf                            | Alt-Rüdersdorf                            |

Ausgangspunkt der Bahn ist die Haltestelle Friedrichshagen auf Berliner Gebiet, in unmittelbarer Nachbarschaft des S-Bahnhofs Berlin-Friedrichshagen und zweier Berliner Straßenbahnlinien. Sie ist Teil der – gegen den Uhrzeigersinn befahrenen – Endschleife, die 1960 die Kuppelendstelle ersetzte. Von dort verläuft die Strecke zweigleisig parallel zum schnurgeraden, weitgehend im Wald verlaufenden Straßenzug Schöneicher Straße / Schöneicher Landstraße. Kurz vor der Landesgrenze vollzieht sie, sich von der Landstraße nach Süden abwendend, eine langgezogene S-Kurve und erreicht den bereits im Bundesland Brandenburg befindlichen Ort Schöneiche. Die Strecke verläuft zunächst in Straßenlage durch die Kirschenstraße und Puschkinstraße. Am Pyramidenplatz wird die Strecke eingleisig und verläuft auf eigenem Gleiskörper, vorbei am Betriebshof, weiter durch die Dorfstraße.
Nach einer 90-Grad-Kurve wird das Fredersdorfer Mühlenfließ überquert, dann folgt die Strecke der Schöneicher Straße in Seitenlage auf eigenem Bahnkörper. An der Haltestelle Schillerstraße beginnt erneut ein zweigleisiger Abschnitt, der aktuell bis zur Station Kalkberger Straße reicht. Die nächste „Doppelspurinsel“ liegt zwischen den Haltestellen Berghof Weiche und Berghof. Nach der Unterquerung der Bundesautobahn 10 (Berliner Ring) wird am Ortsrand von Rüdersdorf die erste nennenswerte Steigung erreicht.
Hinter der Haltestelle Torellplatz, die als Ausweichstelle ausgeführt ist, wechselt die Bahn die Straßenseite und führt in Seitenlage entlang der Straße der Jugend eingleisig über das Strausberger Mühlenfließ und weiter entlang bergauf. Unmittelbar neben der Haltestelle Marktplatz, die ebenfalls über zwei Gleise verfügt, befindet sich das nicht mehr genutzte Gebäude des Depots Rüdersdorf.
Am Postamt biegt die neue Trasse nach Südosten ab, Gleisreste der alten Strecke zum Endpunkt Kalkberge sind nach wie vor vorhanden. Die Gebäude des Altorts, den die Straßenbahn bis 1977 durchquerte, wurden fast vollständig abgerissen, ohne dass die geplante Erweiterung des Kalkbergwerks zustande kam. Die alten Schienen der eingleisigen Strecke in der Bergstraße (heute Straße der Jugend) und Redenstraße sind genauso wie Überreste der ehemaligen Wendeschleife Karl-Marx-Platz (auf einer Freifläche westlich des Kesselsees gelegen) noch heute vorhanden.
Die wiederum eingleisige Neubaustrecke fällt neben der Hans-Striegelski-Straße zum Kalkgraben hin ab, überquert ihn und steigt in einer langgezogenen Kurve in Seitenlage von Berg- und Marienstraße wieder an. Auf dem Plateau wird schließlich die Endhaltestelle Alt-Rüdersdorf erreicht. Auch sie liegt in einer Wendeschleife, die gegen den Uhrzeigersinn durchfahren wird.

## Fahrzeuge

### 1910 bis 1989

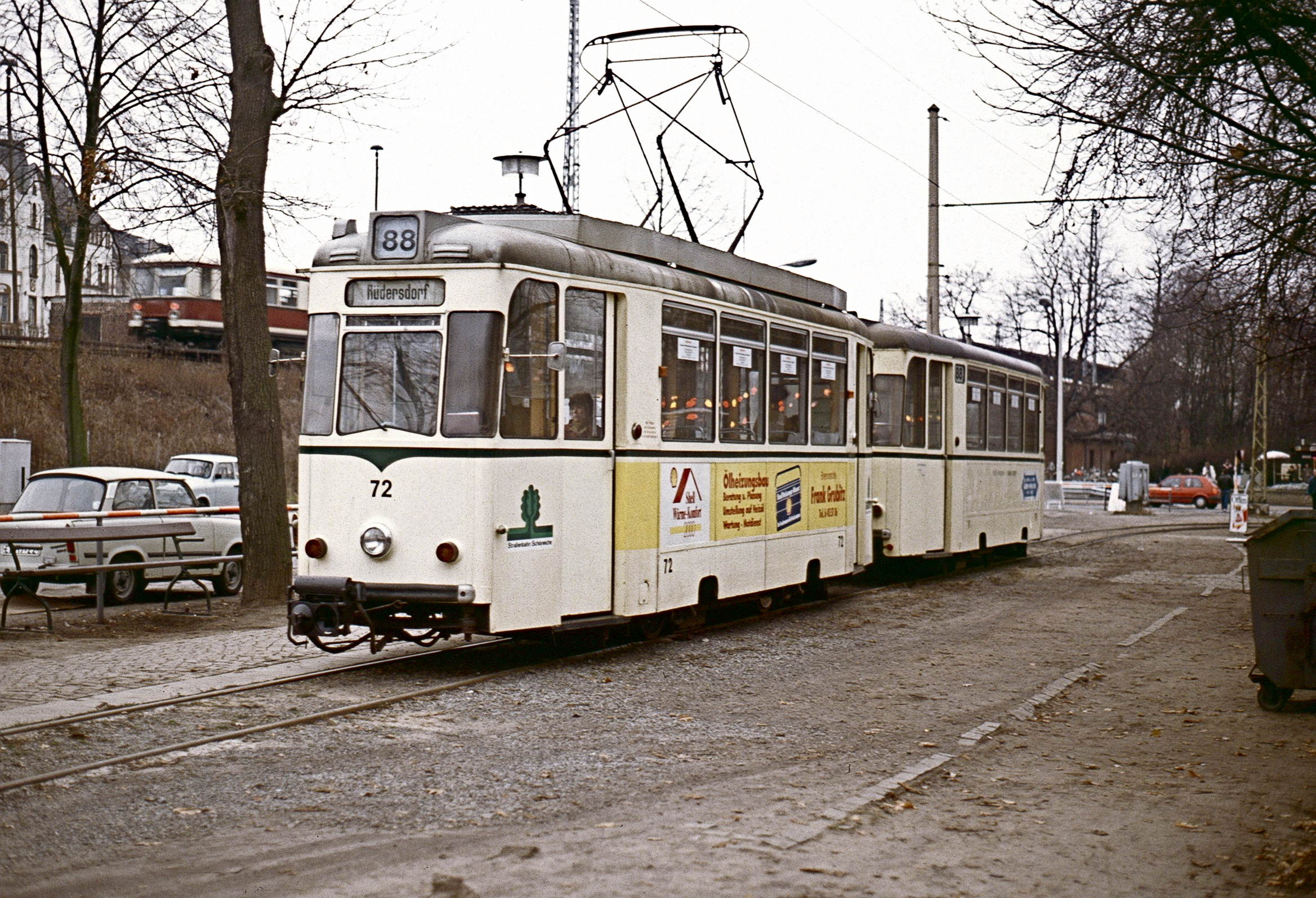
TZ 70 und BZ 70 an der Endstelle Friedrichshagen, im Hintergrund der S-Bahnhof

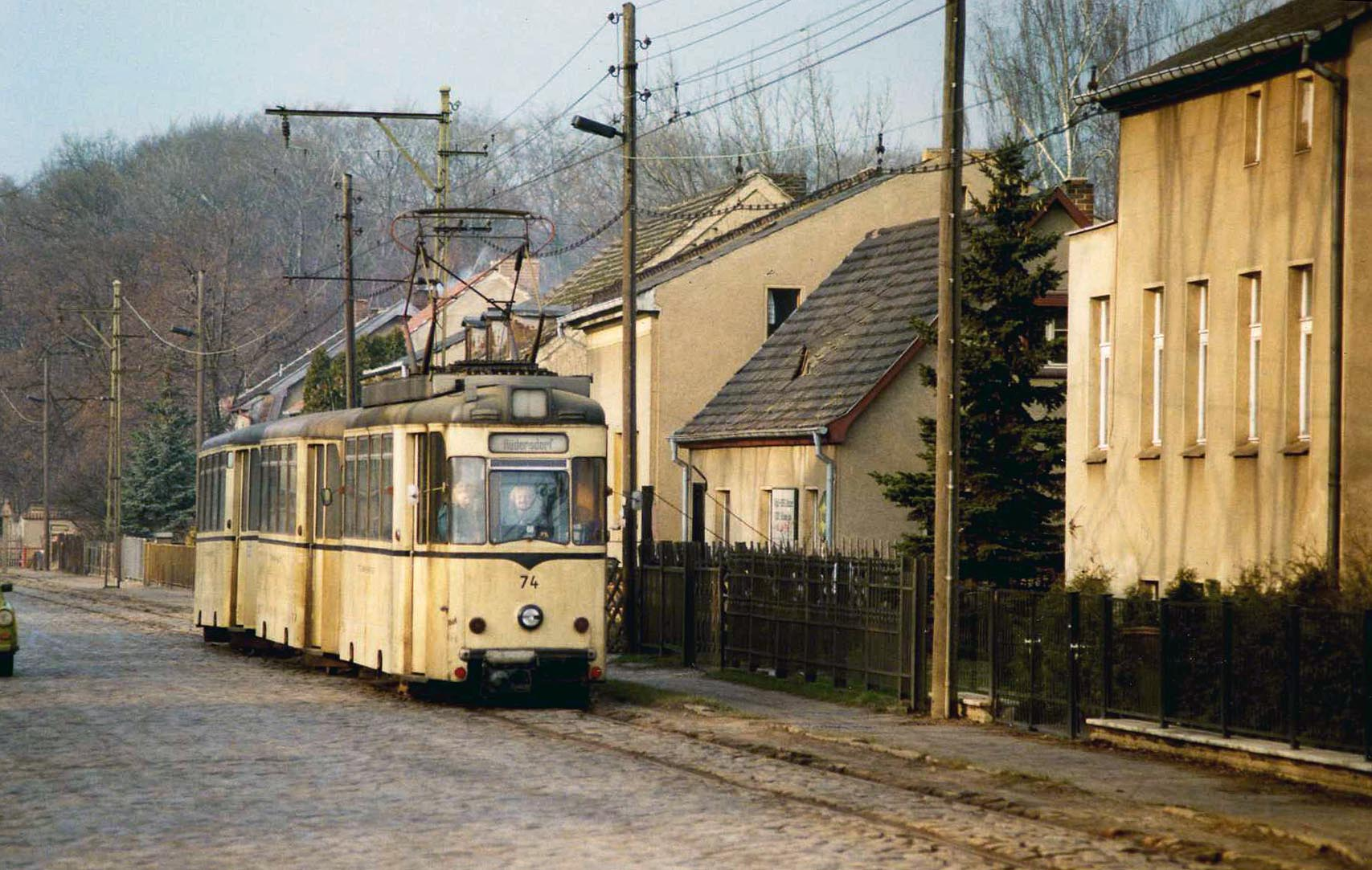
Rekowagen 74 (Schöneweide 1974), 1990

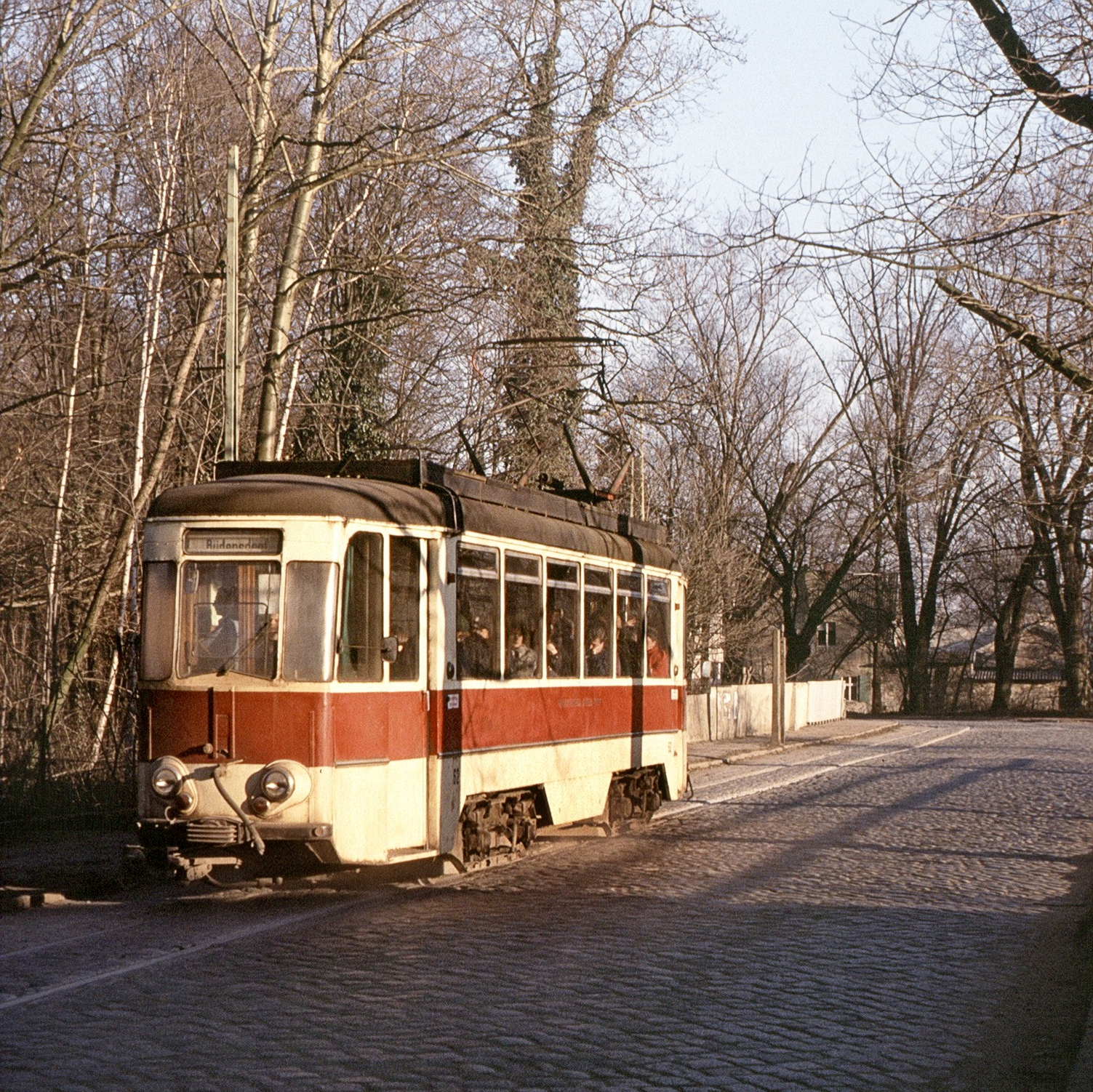
Tw 52 (Umbau 1975 zum Einrichtungswagen aus Tw 2 (Lindner/AEG) von 1914)

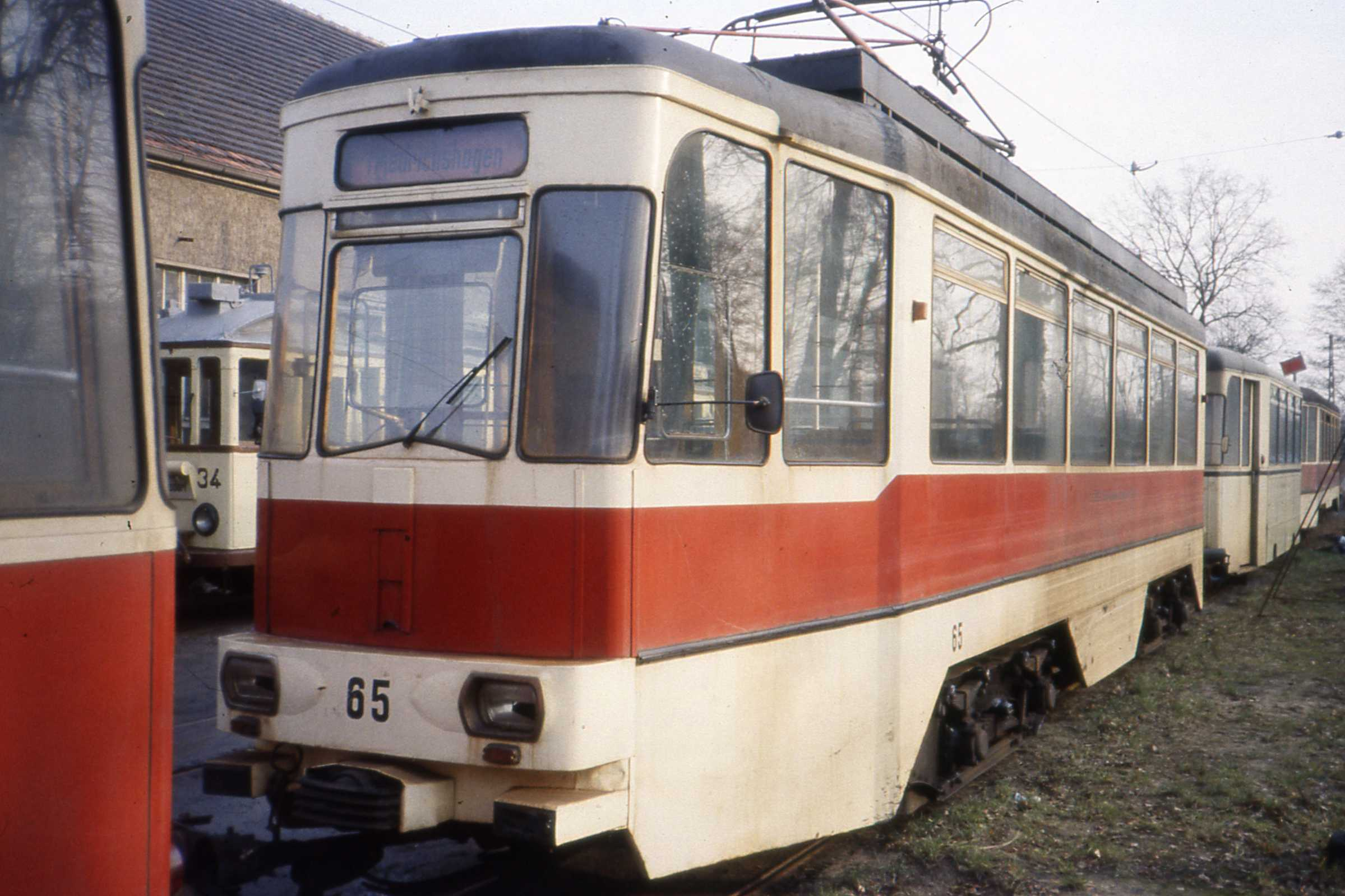
Tw 65 (1970; Eigenbau der Straßenbahn Schöneiche), 1990

| Baujahr | Hersteller               | Nummern       | ab 1956 | ab 1966   | Anmerkungen |
| ------- | ------------------------ | ------------- | ------- | --------- | --- |
| 1910    | Deutz                    | 1 Schöneiche  |         |           | zweiachsige Benzollokomotive 13,3 kW, 4100 mm lang |
| 1910    | Deutz                    | 2 Schöneiche  |         |           | zweiachsige Benzollokomotive 44,1 kW, 5300 mm lang |
| 1912    | Deutz                    | 1–3 Kalkberge |         |           | zweiachsige Benzollokomotiven 44,1 kW, 5000 mm lang |
| 1914    | Lindner/AEG              | 1             | 1       |           | vierachsiger elektrischer Triebwagen 1968 abgestellt |
| 1914    | Lindner/AEG              | 2             | 2       | 52        | vierachsiger elektrischer Triebwagen 1960 neu aufgebaut 1975 Umbau zum Einrichtungswagen |
| 1914    | Lindner/AEG              | 3             | 3       | 53        | vierachsiger elektrischer Triebwagen 1971 zum Arbeitstriebwagen 93 umgebaut |
| 1914    | Lindner/AEG              | 4+5           | 4+5     | 54+55     | vierachsige elektrische Triebwagen 1971 abgestellt |
| 1914    | Waggonbau Werdau         | 6+7           |         |           | 1923/24 aus Krefeld erworben 1925 zu Arbeitstriebwagen 6 und 7 umgebaut |
| 1915    | Lindner/AEG              | 9             |         |           | Kriegsverlust |
| 1915    | Lindner/AEG              | 10            | 9II     |           | 1969 abgestellt |
| 1929    | Lindner/AEG              | 31+32         | 7II+8   | 71+72     | 1974 abgestellt |
| 1929    | Lindner/AEG              | 33            | 9II     |           | 1966 abgestellt |
| 1929    | Lindner/AEG              | 34            | 10II    | 74        | 1966 historischer Triebwagen 34 |
| 1964    | Eigenbau/LEW             |               | 11      | 61        | vierachsiger Einrichtungswagen ab 1985 Lagerraum Gleisbau |
| 1966    | Eigenbau/LEW             |               |         | 73        | vierachsiger Einrichtungswagen 1975 in 62II umgezeichnet, 1996 wieder in 73III historischer Tw, vorhanden und betriebsfähig |
| 1955    | LVB (Hw Heiterblick)/LEW |               |         | 62        | 1967 aus Leipzig erworben, Einrichtungsgroßraumwagen Typ 28II Nr. 1100II, 1956 aus den Wagenkästen 946 und 929 (Typ 27) entstanden. In Schöneiche hintere Tür entfernt, 1975 ausgemustert. Der dazugehörende Beiwagen 2100, Typ 63, erhielt in Schöneiche die Nummer 134 und wurde auf gleiche Art umgebaut. |
| 1968    | Eigenbau/LEW             |               |         | 63        | vierachsiger Einrichtungswagen 1986 abgestellt |
| 1969    | Eigenbau/LEW             |               |         | 64        | vierachsiger Einrichtungswagen 1984 abgestellt |
| 1970    | Eigenbau/LEW             |               |         | 65        | vierachsiger Einrichtungswagen |
| 1974    | Raw Schöneweide          |               |         | 71II–74II | zweiachsige Zweirichtungswagen Bauart TZII70/1 „Reko“ |
| 1975    | Raw Schöneweide          |               |         | 75        | zweiachsiger Zweirichtungswagen Bauart TZII70/1 „Reko“ |
| 1965    | Waggonbau Gotha/LEW      |               |         | 81        | zweiachsiger Einrichtungswagen 1980 aus Halle erworben 1984 nach Frankfurt (Oder) |
| 1973    | Raw Schöneweide/LEW      |               |         | 82        | zweiachsiger Einrichtungswagen Bauart TEII70/1 „Reko“ 1984 aus Frankfurt (Oder) erworben 1990 abgestellt |
| 1974    | Raw Schöneweide/LEW      |               |         | 83        | zweiachsiger Einrichtungswagen Bauart TEII70/1 „Reko“ 1984 aus Frankfurt (Oder) erworben 1990 an „Liebhaber“ abgegeben |
| 1973    | Raw Schöneweide/LEW      |               |         | 84+85     | zweiachsiger Einrichtungswagen Bauart TEII70/1 „Reko“ 1986 aus Frankfurt (Oder) erworben Wagen 84 1989 abgestellt |
| 1968    | ČKD/LEW                  |               |         | 86        | zweiachsiger Einrichtungswagen Bauart T2D 1989 aus Görlitz erworben |
| 1964    | Waggonbau Gotha/LEW      |               |         | 87        | zweiachsiger Einrichtungswagen 1989 aus Görlitz erworben |

### 1990 bis heute
Die SRS besitzt derzeit (Stand: März 2025) für den Linienverkehr vier Fahrzeuge des Typs Tatra KTNF6 (wovon eins bereits abgestellt ist), zwei des Typs Duewag GT6ZR (wovon eins bereits abgestellt ist), drei des Typs Transtech Artic sowie eins des Typs Duewag M6C-NF. Insgesamt fünf gebrauchte Fahrzeuge des Typs Duewag MGT6D werden die Fahrzeuge der Typen Tatra KTNF6 und Duewag GT6ZR voraussichtlich 2025/26 komplett ersetzen. Damit endet dann auch der Einsatz von Tatra-Fahrzeugen im Linienverkehr auf der Straßenbahnstrecke.
Tatra KT4D

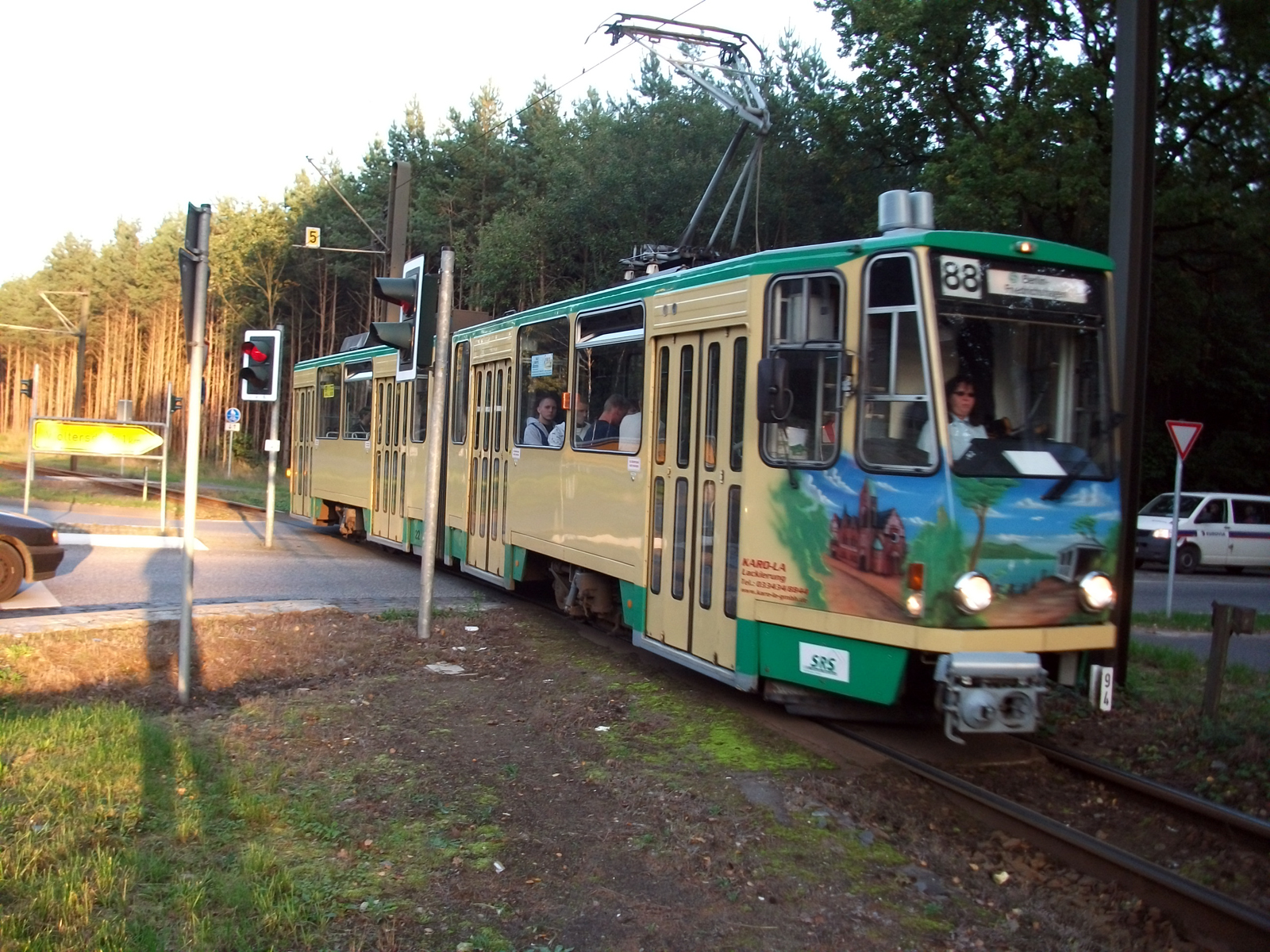
KT4D zwischen Schöneiche und Rüdersdorf

Die SRS übernahm zwischen 1992 und 1994 insgesamt acht Tatra KT4D von der Straßenbahn Cottbus (Nr. 17–22, 24, 25), von denen drei (Nr. 18, 21 und 22) in den Jahren 1995 und 1996 modernisiert wurden, während die restlichen Fahrzeuge zwischen 2000 und 2008 verschrottet wurden. Wegen auslaufender Genehmigungen wurden zunächst die Wagen 18 und 21 abgestellt, der Triebwagen 22 blieb als Betriebsreserve im Bestand. Seit dem 1. April 2012 wird dieser Fahrzeugtyp in Schöneiche nicht mehr eingesetzt. Der Wagen 22 ist seitdem ein historisches Fahrzeug.
DUEWAG GT6

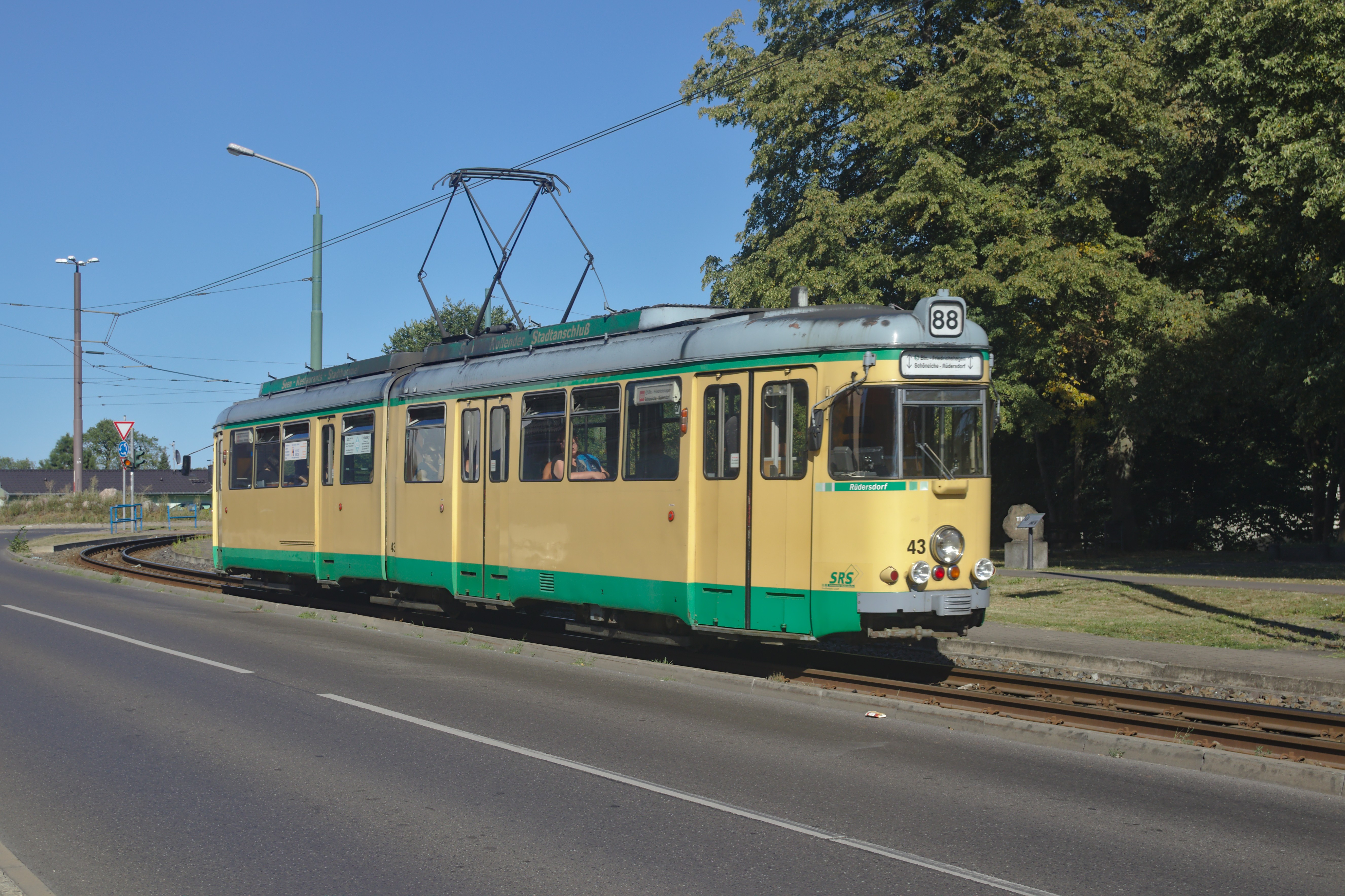
Duewag GT6 in der Mühlenstraße

Von 1999 bis 2011 wurden insgesamt vierzehn sechsachsige Gelenktriebwagen (GT6) der Firma Duewag von der Straßenbahn Heidelberg übernommen, von denen zehn für den Einsatz umgebaut wurden und vier als Ersatzteilspender dienten. Zwei GT6 mussten nach schweren Unfällen ausgemustert werden, andere schieden nach Fristablauf aus dem Einsatzbestand aus. Anfang 2019 waren vier Wagen einsatzfähig vorhanden, ein weiterer Wagen dient als Arbeitswagen. Obwohl die Strecke prinzipiell auch ohne Zweirichtungsfahrzeuge befahren werden kann, bieten diese bei Baustellen oder unvorhergesehenen Störungen eine höhere Flexibilität. Ein GT6ZR (43II ex Heidelberg 218) wurde 2020 nach Heidelberg zurückgegeben, dieser soll dort zum historischen Fahrzeug aufgearbeitet werden. Das Fahrzeug mit der Wagennummer 48 wurde bei einem Unfall im Mai 2024 schwer beschädigt. Der schwer beschädigte A-Wagen wurde durch den A-Wagen des zuvor verunfallten Wagen 47 getauscht. Seit September 2024 ist das Fahrzeug wieder im Linienverkehr unterwegs.
Tatra KTNF6

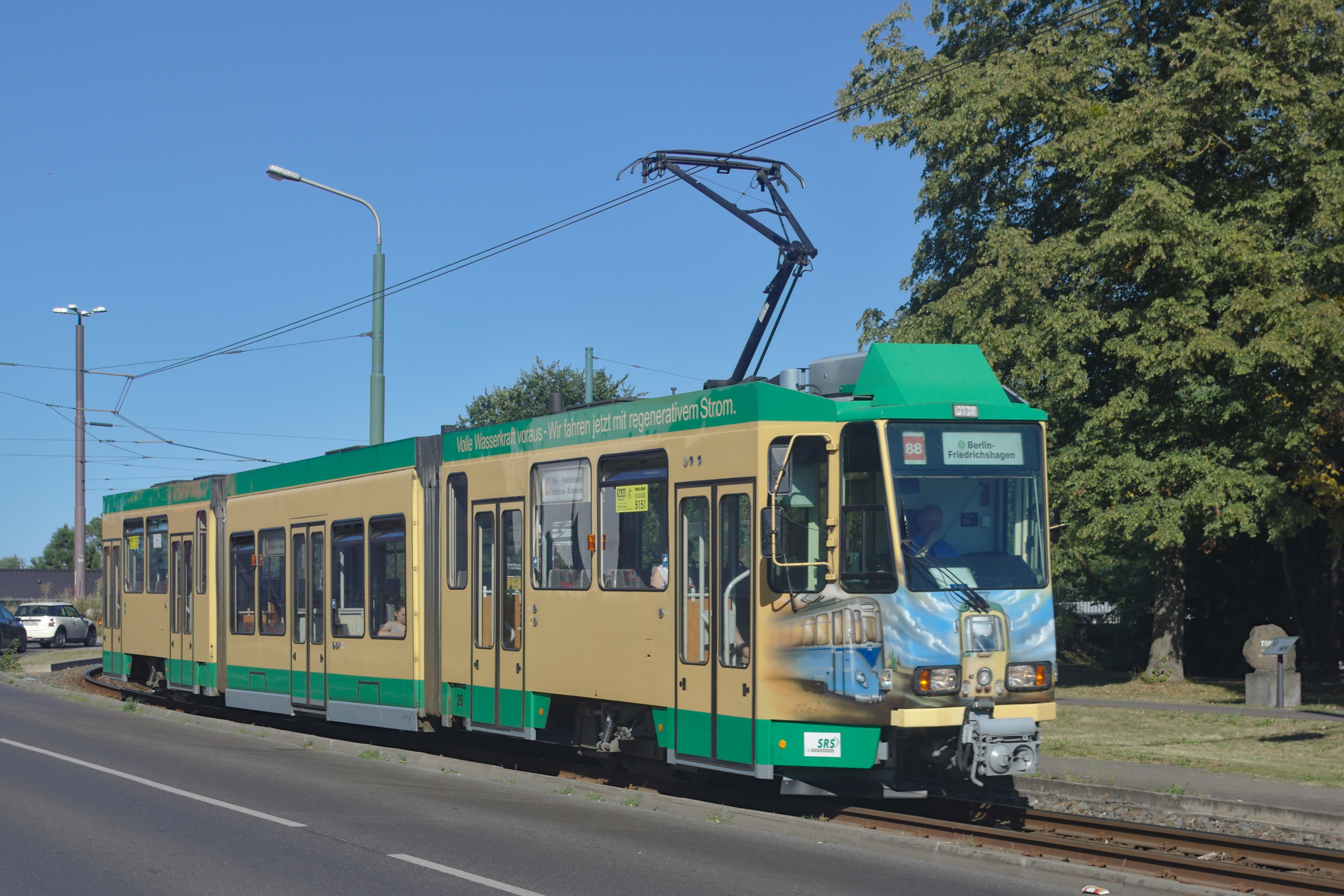
KTNF6 in Rüdersdorf

Da die bisher in Betrieb befindlichen KT4D abgestellt werden mussten, wurden 2009 bis 2011 drei Tatra KTNF6, ebenfalls aus Cottbus, als Ersatz übernommen (Betriebsnummern 26–28). 2014 wurde zudem der Prototyp des KTNF6 erworben. Dieses Fahrzeug gelangte 2009 nach Szeged in Ungarn. Ein Umbau des ehemaligen Cottbuser Tw 172 (ex 72) auf Regelspur scheiterte dort. Die nach dem Erwerb notwendige Aufarbeitung des Wagenkastens erfolgte in Leipzig, die Komplettierung wurde in Eigenleistung in Schöneiche durchgeführt. Seit dieser Aufarbeitung verkehrt das Fahrzeug mit der Nummer 29 bei der Schöneicher Rüdersdorfer Straßenbahn. Der Wagen 26 war von März 2021 bis Juni 2024 in Cottbus im Einsatz, um den dortigen Fahrzeugbedarf zu decken. Er wurde bei einem Unfall im Januar 2025 beschädigt und dauerhaft abgestellt.
Transtech Artic

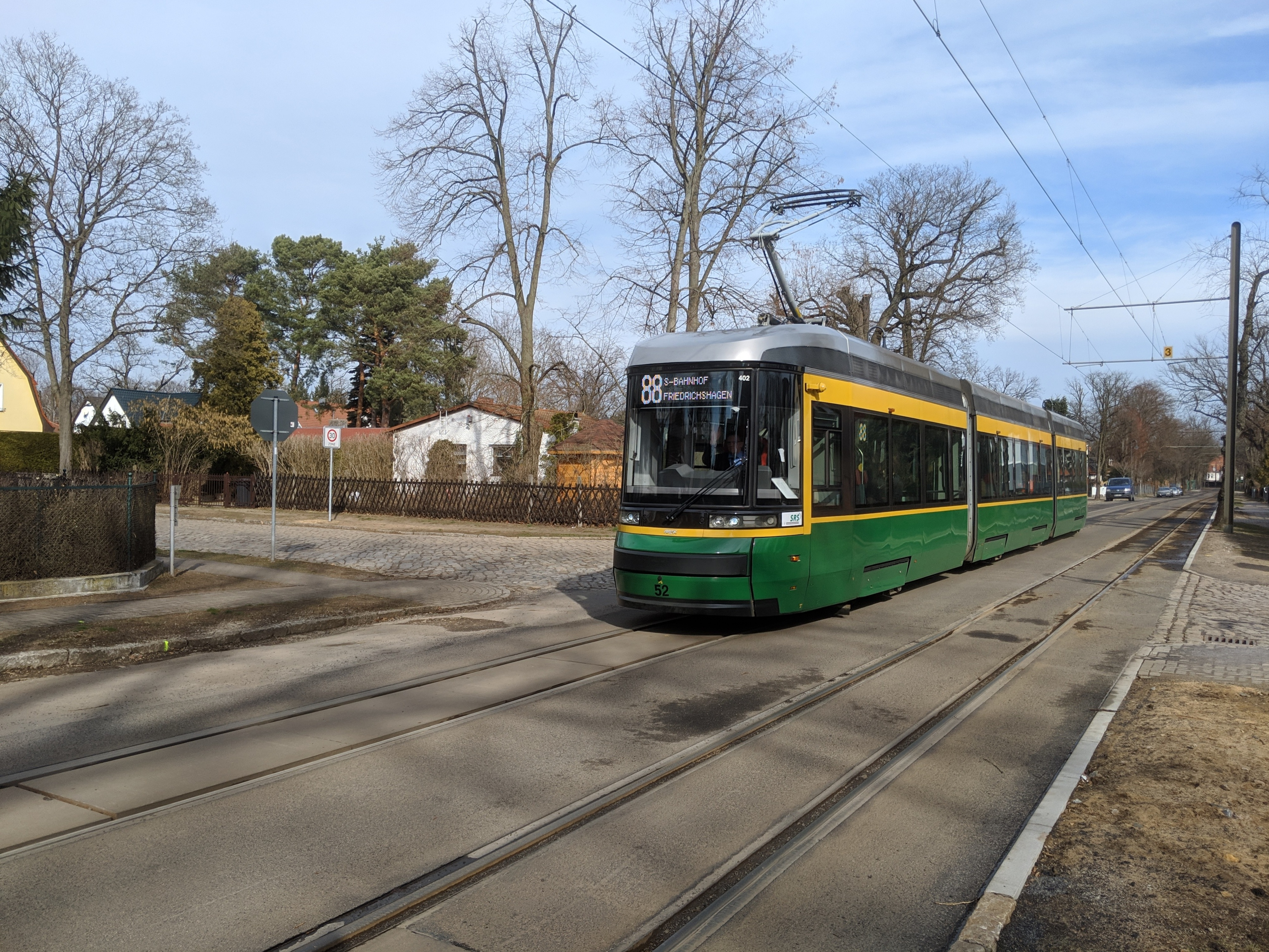
Artic in Schöneiche

Im Sommer 2018 übernahm die SRS zunächst probeweise den Prototyp des Typs Transtech Artic mit der Nummer 402 von der Straßenbahn Helsinki. Nachdem die Erprobung erfolgreich abgeschlossen werden konnte, wurde ein Vertrag zwischen der SRS und Škoda Transtech zur Übernahme der beiden Prototypen 401 und 402 geschlossen. Wagen 402 wird unter der neuen Wagennummer 52II seit Ende Oktober 2018 planmäßig eingesetzt. Der Wagen 401 wurde Ende März 2019 nach Schöneiche geliefert und erhielt die Nummer 51. Der Ankauf eines dritten, fabrikneuen Fahrzeugs wurde im September 2019 vertraglich vereinbart. Das Fahrzeug mit der Nummer 53II wurde im Februar 2020 angeliefert. Dieser Wagen wurde bei einem Unfall im April 2024 schwer beschädigt und ist bis auf Weiteres abgestellt.
DUEWAG M6-NF

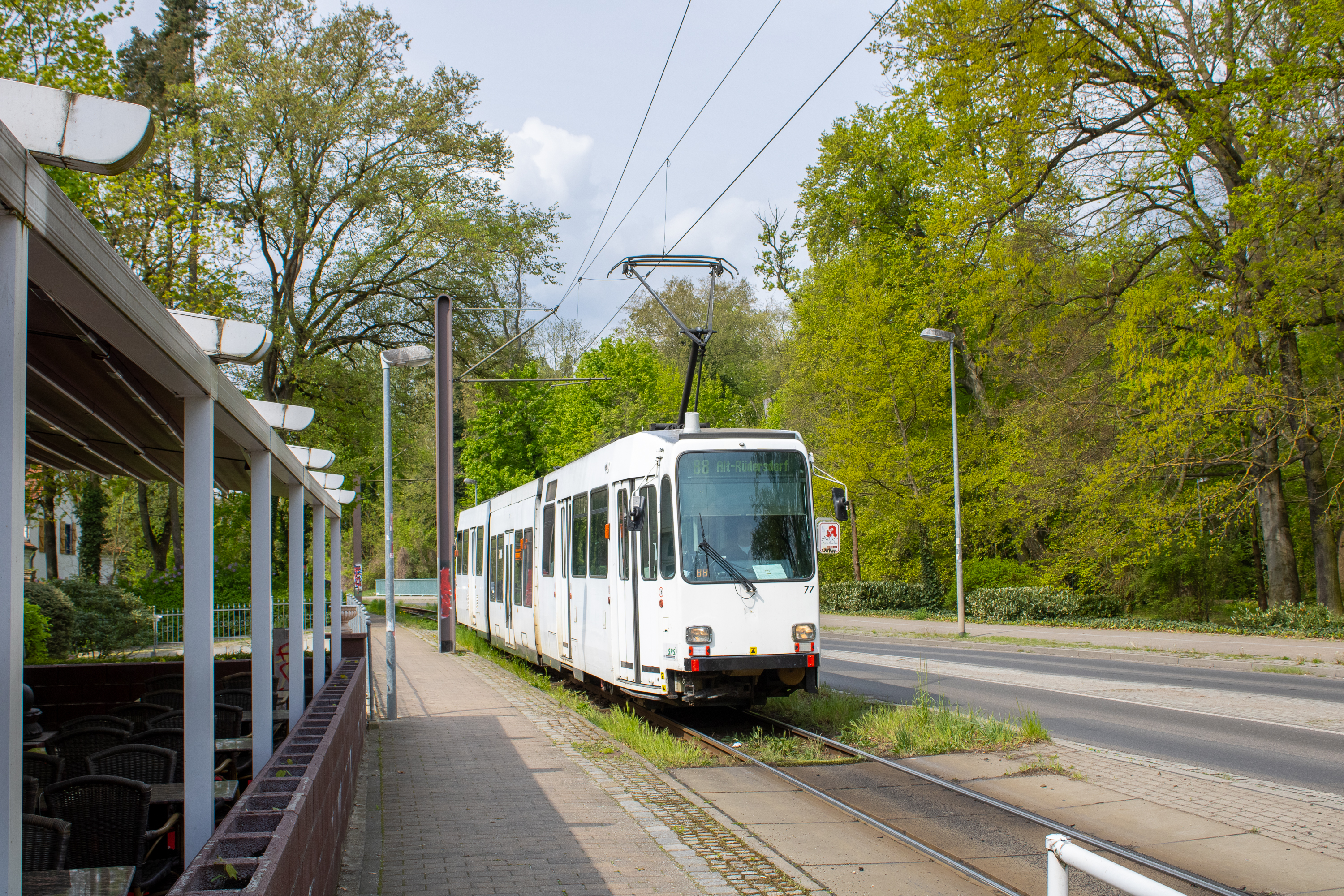
M6C-NF in Schöneiche

Im Dezember 2022 wurden von der Ruhrbahn zwei Stadtbahnwagen M mit Niederflurmittelteilen gekauft, die zuvor bei der Straßenbahn Mülheim an der Ruhr eingesetzt wurden. Der Wagen 78 wurde bei einem Auffahrunfall von Wagen 47 im Mai 2024 schwer beschädigt und daraufhin im März 2025 verschrottet. Vor der Verschrottung wurde der Wagen bei umfangreichen Übungen für technische Hilfeleistung und Menschenrettung nach Verkehrsunfällen verwendet, beispielsweise das Aufrichten nach einem Umkippen des Fahrzeugs. Aufgrund der bevorstehenden Verschrottung stand der Wagen auch für zerstörende Übungen zur Verfügung.
DUEWAG MGT6D

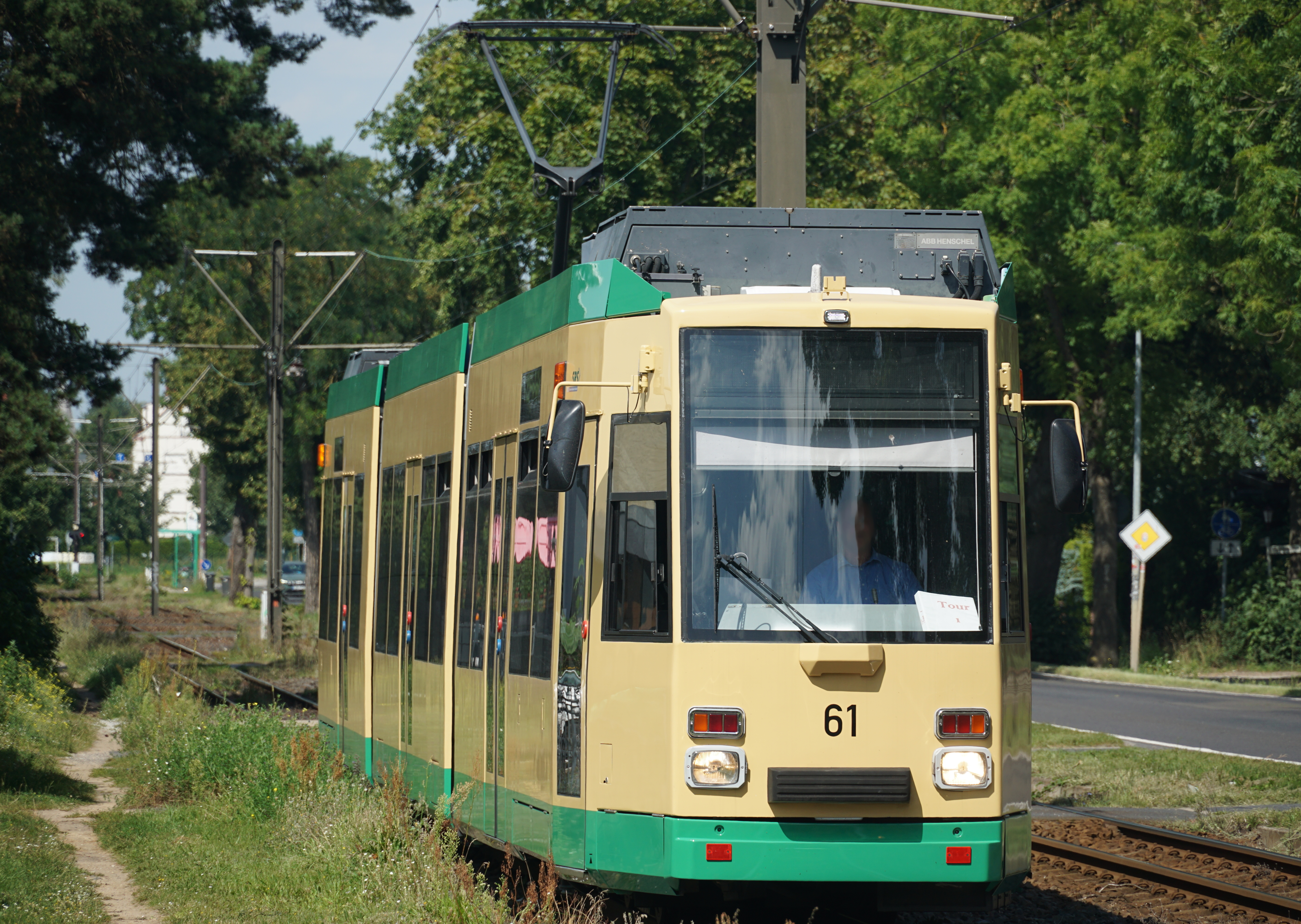
MGT6D in Schöneiche

2024 wurden von der Rhein-Neckar-Verkehr GmbH (rnv) sechs MGT6D gekauft, welche bei der Straßenbahn Heidelberg im Einsatz waren. Zunächst war nur ein Fahrzeug (Betriebsnummer 64, bei der rnv 3264) nach Schöneiche transportiert worden, mit dem im Herbst 2024 Probefahrten durchgeführt wurden. Bei einem Sturm im November 2024 stürzte jedoch ein Baum auf den A-Wagenteil des im Betriebshof stehenden Wagens, sodass dieser Wagenteil im Januar 2025 verschrottet wurde und die beiden anderen Wagenteile nun als Ersatzteilspender dienen. Im Februar 2025 lackierte die rnv in ihrer Zentralwerkstatt in Mannheim den Wagen 3269 in die SRS-Farben um. Er wurde als Wagen 69 im März 2025 nach Schöneiche geliefert. Im April 2025 folgte der Wagen 61 (rnv 3261). Im Mai folgte der Wagen 67 (rnv 3271). Im Juni folgte der Wagen 62 (rnv 3262). Der erste Einsatz eines MGT6D im Fahrgastbetrieb erfolgte im Juli 2025.

## Betriebshöfe
Der zentrale Betriebshof liegt an der Dorfstraße in Schöneiche. Die dreiständige Halle wurde auf der Südseite zunächst um einen Anbau ergänzt, zudem entstand nach der Wiedervereinigung eine eingleisige durchfahrbare Halle. Auf dem Gelände befindet sich zudem eine Gleisschleife, die aus Richtung Friedrichshagen zum Wenden genutzt werden kann. Südlich des Jägergrabens, der das Gelände des Betriebshofs durchfließt, gibt es eine zweiständige Wagenhalle, in der sich dauerhaft abgestellte Fahrzeuge befinden.
Ab 1912 wurde außerdem in Rüdersdorf eine Wagenhalle an der Haltestelle Marktplatz genutzt. Diese ist denkmalgeschützt und steht leer, soll aber in den Neubau eines Einkaufsmarktes integriert werden.